# Chiến tranh giữa các vì sao
Chiến tranh giữa các vì sao (tựa gốc tiếng Anh: Star Wars) là loạt tác phẩm hư cấu sử thi không gian của Mỹ sáng tạo bởi George Lucas, tập trung chủ yếu vào một loạt các phim điện ảnh được công chiếu kể từ năm 1977. Loạt phim kể về những cuộc phiêu lưu của các nhân vật khác nhau tại một thiên hà xa xôi.
Phim đầu tiên trong nhượng quyền ban đầu được phát hành vào ngày 25 tháng 5, 1977 bởi hãng điện ảnh 20th Century Fox dưới tiêu đề Star Wars (sau đó được đổi thành Niềm hi vọng mới vào năm 1981) và đã trở thành một hiện tượng trong nền văn hoá đại chúng trên toàn thế giới. Phim được tiếp nối bởi hai phần tiếp theo, Đế chế phản công (1980) và Sự trở lại của Jedi (1983), tạo thành bộ ba phim gốc của Chiến tranh giữa các vì sao. Bộ ba phim tiền truyện được phát hành trong khoảng thời gian từ năm 1999 cho tới năm 2005. Bộ ba phần hậu truyện bắt đầu vào năm 2015 với việc công chiếu phim Star Wars: Thần lực thức tỉnh. Cả tám phim điện ảnh đầu đều được đề cử giải Academy (với hai phim đầu của bộ ba gốc thắng giải), và giành được nhiều thành công lớn về mặt thương mại, với tổng doanh thu là 8.5 tỉ USD. giúp Star Wars xếp thứ ba trong danh sách những loạt phim có doanh thu cao nhất mọi thời đại. Các phim điện ảnh ngoại bộ sử thi bao gồm The Clone Wars (2008) và Rogue One: Star Wars ngoại truyện (2016) phần ngoài truyện đầu tiên của Star Wars, kế tiếp nó là bộ phim Solo: Star Wars ngoại truyện (2018).
Loạt phim đã chuyển hướng sang các thể loại truyền thông khác bao gồm sách, phim truyền hình, trò chơi điện tử, và truyện tranh. Những bổ sung này khiến cho bộ ba phim Chiến tranh giữa các vì sao ban đầu được mở rộng thành một vũ trụ hư cấu ngày càng phát triển. Star Wars cũng giữ Kỷ lục Guinness về "Thương hiệu thương mại thành công nhất". Vào năm 2015, toàn bộ giá trị của loạt phim lên đến 42 tỷ USD, tính cả doanh thu phòng vé và doanh thu trò chơi, DVD, điều này làm nó trở thành thương hiệu thương mại có doanh thu cao nhất thời đại, chỉ xếp sau thương hiệu thương mại Pokemon.
Năm 2012, The Walt Disney Company đã mua lại Lucasfilm với giá 4.06 tỉ USD và sở hữu quyền phân phối cho tất cả các phim điện ảnh Star Wars kể từ đó, bắt đầu từ Thần lực thức tỉnh năm 2015. Bên phân phối cũ là hãng phim 20th Century Fox vẫn giữ nguyên quyền được phân phối cho hai bộ ba phim gốc và tiền truyện cho tới năm 2020, trừ phim gốc Niềm hi vọng mới sẽ được hãng phim giữ quyền phân phối vô thời hạn. Walt Disney Studios có quyền phân phối kỹ thuật số cho tất cả các phim điện ảnh trong loạt Star Wars, không bao gồm phim gốc năm 1977.

## Bối cảnh
Những sự kiện được mô tả trong phương tiện truyền thông của Chiến tranh giữa các vì sao diễn ra trong một thiên hà giả tưởng. Nhiều loài sinh vật ngoài hành tinh (thường mang hình người) được mô tả. Các con rô-bốt droid cũng được phổ biến và thường được chế tạo để phục vụ nhiều mục đích khác nhau như quân sự hay dịch thuật. Du lịch không gian là rất phổ biến, và nhiều hành tinh trong thiên hà là các thành viên của Cộng Hòa thiên hà, sau đó được tổ chức lại như là Đế chế thiên hà. Sau này thì được giành lại và tổ chức lại một lần nữa thành Nền Cộng Hòa mới.
Một trong những yếu tố nổi bật của Chiến tranh giữa các vì sao là "Thần lực", một năng lượng có ở khắp nơi và có thể được khai thác bởi những người có khả năng đó. Nó được mô tả trong tập phim gốc bởi Obi-wan như là "một trường năng lượng được tạo ra bởi tất cả các sinh vật sống, bao quanh chúng ta, thâm nhập vào chúng ta, [và] liên kết các thiên hà với nhau."  Thần lực cho phép người sử dụng thực hiện một loạt các khả năng siêu nhiên (như dịch chuyển đồ vật, thấu thị, sự biết trước, xuất hồn và kiểm soát tâm trí) và cũng có thể khuếch đại những đặc điểm thể chất nhất định, chẳng hạn như tốc độ và phản xạ; những khả năng khác nhau giữa các nhân vật và có thể được cải thiện thông qua đào tạo. Trong khi Thần lực có thể được sử dụng cho mục đích tốt, nó cũng có một mặt tối mà khi theo đuổi sẽ thấm đẫm người sử dụng với hận thù, hung hãn, và ác ý.

## Phim
| Phim                                     | Ngày ra mắt          | Đạo diễn         | Biên kịch                                       | Cốt truyện bởi                                  | Nhà sản xuất                                      | Nhà soạn nhạc | Nhà phân phối ban đầu               |
| Bộ ba gốc                                | Bộ ba gốc            | Bộ ba gốc        | Bộ ba gốc                                       | Bộ ba gốc                                       | Bộ ba gốc                                         | Bộ ba gốc     | Bộ ba gốc                           |
| ---------------------------------------- | -------------------- | ---------------- | ----------------------------------------------- | ----------------------------------------------- | ------------------------------------------------- | ------------- | ----------------------------------- |
| Tập IV – Niềm hy vọng mới                | 25 tháng 5 năm 1977  | George Lucas     | George Lucas                                    | George Lucas                                    | Gary Kurtz                                        | John Williams | 20th Century Fox                    |
| Tập V – Đế chế phản công                 | 21 tháng 5 năm 1980  | Irvin Kershner   | Leigh Brackett và Lawrence Kasdan               | George Lucas                                    | Gary Kurtz                                        | John Williams | 20th Century Fox                    |
| Tập VI – Sự trở lại của Jedi             | 25 tháng 5 năm 1983  | Richard Marquand | Lawrence Kasdan và George Lucas                 | George Lucas                                    | Howard Kazanjian                                  | John Williams | 20th Century Fox                    |
| Bộ ba tiền truyện                        |                      |                  |                                                 |                                                 |                                                   |               |                                     |
| Tập I – Bóng ma đe dọa                   | 19 tháng 5 năm 1999  | George Lucas     | George Lucas                                    | George Lucas                                    | Rick McCallum                                     | John Williams | 20th Century Fox                    |
| Tập II – Cuộc tấn công của người vô tính | 16 tháng 5 năm 2002  | George Lucas     | George Lucas và Jonathan Hales                  | George Lucas                                    | Rick McCallum                                     | John Williams | 20th Century Fox                    |
| Tập III – Sự báo thù của người Sith      | 19 tháng 5 năm 2005  | George Lucas     | George Lucas                                    | George Lucas                                    | Rick McCallum                                     | John Williams | 20th Century Fox                    |
| Bộ ba hậu truyện                         |                      |                  |                                                 |                                                 |                                                   |               |                                     |
| Tập VII – Thần lực thức tỉnh             | 18 tháng 12 năm 2015 | J. J. Abrams     | Lawrence Kasdan & J. J. Abrams và Michael Arndt | Lawrence Kasdan & J. J. Abrams và Michael Arndt | Kathleen Kennedy, J. J. Abrams và Bryan Burk      | John Williams | Walt Disney Studios Motion Pictures |
| Tập VIII – Jedi cuối cùng                | 15 tháng 12 năm 2017 | Rian Johnson     | Rian Johnson                                    | Rian Johnson                                    | Kathleen Kennedy và Ram Bergman                   | John Williams | Walt Disney Studios Motion Pictures |
| Tập IX – The Rise of Skywalker           | 20 tháng 12 năm 2019 | J. J. Abrams     | J. J. Abrams và Chris Terrio                    | J. J. Abrams và Chris Terrio                    | Kathleen Kennedy, Michelle Rejwan và J. J. Abrams | John Williams | Walt Disney Studios Motion Pictures |

| Phim                              | Ngày ra mắt          | Đạo diễn       | Biên kịch                                     | Cốt truyện bởi                                | Nhà sản xuất                                        | Nhà phân phối ban đầu               |
| Phim hoạt hình                    | Phim hoạt hình       | Phim hoạt hình | Phim hoạt hình                                | Phim hoạt hình                                | Phim hoạt hình                                      | Phim hoạt hình                      |
| --------------------------------- | -------------------- | -------------- | --------------------------------------------- | --------------------------------------------- | --------------------------------------------------- | ----------------------------------- |
| Star Wars: The Clone Wars         | 15 tháng 8 năm 2008  | Dave Filoni    | Henry Gilroy, Steven Melching và Scott Murphy | Henry Gilroy, Steven Melching và Scott Murphy | George Lucas và Catherine Winder                    | Warner Bros. Pictures               |
| Phim ngoại truyện                 |                      |                |                                               |                                               |                                                     |                                     |
| Rogue One: Star Wars ngoại truyện | 16 tháng 12 năm 2016 | Gareth Edwards | Chris Weitz và Tony Gilroy                    | John Knoll và Gary Whitta                     | Kathleen Kennedy, Allison Shearmur và Simon Emanuel | Walt Disney Studios Motion Pictures |
| Solo: Star Wars ngoại truyện      | 25 tháng 5 năm 2018  | Ron Howard     | Jon Kasdan và Lawrence Kasdan                 | Jon Kasdan và Lawrence Kasdan                 | Kathleen Kennedy, Allison Shearmur và Simon Emanuel | Walt Disney Studios Motion Pictures |

### Bộ ba phần gốc

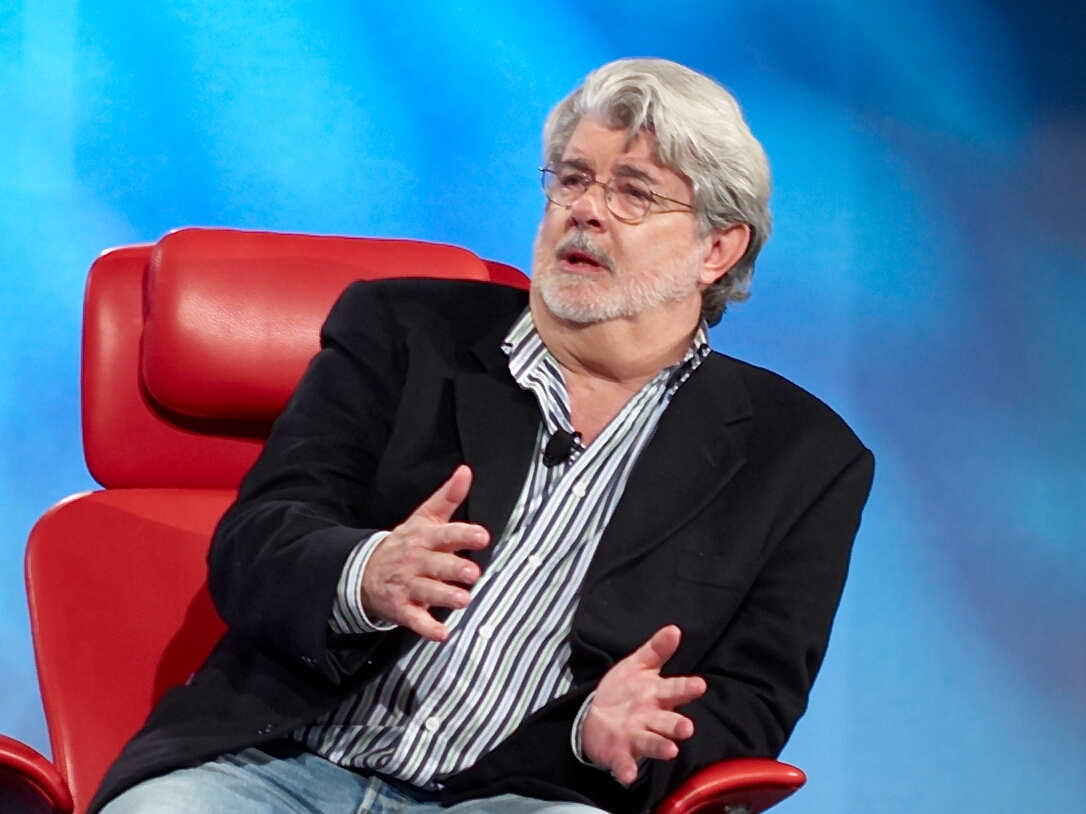
George Lucas, tác giả và cha đẻ của thương hiệu Star Wars, đạo diễn Niềm hy vọng mới và bộ ba tiền truyện, và người giám sát kịch bản của cả bộ ba gốc và tiền truyện. Thành tựu của ông với bộ phim gốc đã giúp ông có được nhiều đề cử Oscar bao gồm đạo diễn, kịch bản và phim xuất sắc nhất. Từ năm 2014, Lucas có sự tham gia sáng tạo hạn chế với nhượng quyền thương mại

Năm 1971, Lucas ký hợp đồng với Universal Studios để đạo diễn hai bộ phim. Ông dự định một trong số đó là một bộ phim opera không gian; tuy nhiên, khi biết các hãng phim đang có hoài nghi về thể loại này, Lucas đã quyết định đề xuất ý tưởng khác của mình trước tiên, American Graffiti, một câu chuyện về sự trưởng thành được đặt bối cảnh vào những năm 1960. Năm 1973, Lucas bắt đầu làm việc với bản thảo kịch bản của bộ phim thứ hai The Journal of the Whills, một vở opera không gian kể về câu chuyện quá trình huấn luyện người học việc CJ Thorpe trở thành "Jedi-Bendu" của huyền thoại Mace Windu. Sau khi Universal từ chối bộ phim, 20th Century Fox quyết định đầu tư vào nó. Vào ngày 17 tháng 4 năm 1973, Lucas cảm thấy thất vọng về câu chuyện của mình do nó quá khó hiểu, vì vậy anh bắt đầu viết một kịch bản mới dài 13 trang với những điểm tương đồng với bộ phim The Hidden Fortress của Akira Kurosawa; bản nháp này đã được đổi tên thành The Star Wars. Đến năm 1974, ông đã mở rộng kịch bản thành một kịch bản kịch bản thô, bổ sung thêm các yếu tố như Sith, Ngôi sao Chết, và một nhân vật chính có tên là Annikin Starkiller. Nhiều bản nháp tiếp theo phát triển thành kịch bản của bộ phim gốc.
Lucas nhấn mạnh rằng bộ phim sẽ là một phần của một bộ sử thi gồm 9 phần và đã đàm phán để giữ lại các bộ phim tiếp theo, đảm bảo tất cả các bộ phim sẽ được thực hiện. Tom Pollock, luật sư của Lucas viết: "Trong các cuộc đàm phán đang diễn ra, chúng tôi đã ký hợp đồng với người đứng đầu công việc kinh doanh của Fox, Bill Immerman, và tôi. Chúng tôi đã thỏa thuận rằng George sẽ giữ lại quyền hợp pháp cho các phần tiếp theo. Và Fox sẽ có cơ hội đầu tiên và quyền từ chối cuối cùng để làm bộ phim." Lucas được đề nghị 50.000 đô la để viết, 50.000 đô la để sản xuất, và 50.000 đô la để đạo diễn bộ phim. Sau này, kinh phí đề nghị được tăng lên. Thành viên trong dàn diễn viên của American Graffiti, Ford đã từ bỏ việc diễn xuất và trở thành một thợ mộc mà Lucas thuê để cải tạo nhà của mình, cho đến khi Lucas quyết định chọn anh ấy làm Han Solo trong bộ phim gôc.
Star Wars được phát hành vào ngày 25 tháng 5 năm 1977. Phim được tiếp nối bởi The Empire Strikes Back, phát hành vào ngày 21 tháng 5 năm 1980; phần tiếp theo được tiết lộ là "Tập V". Mặc dù bộ phim đầu tiên được đặt tên đơn giản là Star Wars, với bản tái phát hành năm 1981 nó có phụ đề Episode IV: A New Hope được thêm vào để phù hợp với phần tiếp theo của nó, và để thiết lập rằng nó là chương giữa của một câu chuyện sử thi. Return of the Jedi, bộ phim cuối cùng trong bộ ba gốc, được đánh số là "Tập VI", và phát hành vào ngày 25 tháng 5 năm 1983. Các phần tiếp theo được tự tài trợ bởi Lucasfilm, và thường được quảng cáo chỉ dưới phụ đề của họ. Cốt truyện của bộ ba gốc tập trung vào cuộc Nội chiến Thiên hà của Liên minh Nổi dậy cố gắng giải thoát thiên hà khỏi nanh vuốt của Đế chế Thiên hà, cũng như nhiệm vụ của chàng trai trẻ Luke Skywalker để trở thành một Jedi.

#### Niềm hi vọng mới

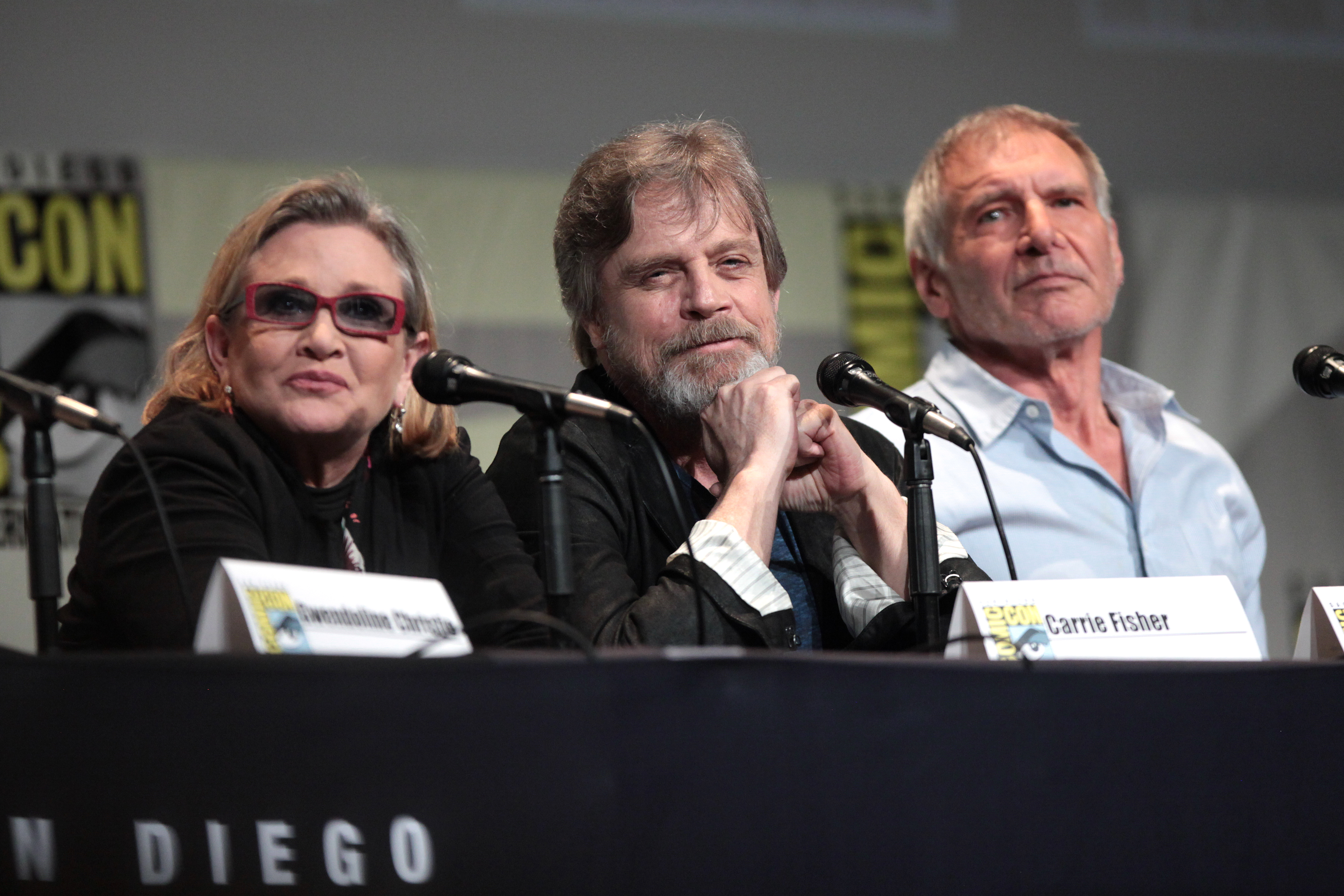
Các thành viên dàn diễn viên chính của bộ ba "Star Wars" gốc; từ trái: Carrie Fisher, Mark Hamill, và Harrison Ford (SDCC, tháng 7 năm 2015).

Trên quỹ đạo của hành tinh sa mạc Tatooine, một tàu của phe Nổi dậy bị chặn lại bởi Đế chế. Trên tàu, Darth Vader và stormtrooper của hắn bắt được Công chúa Leia Organa, một thành viên bí mật của cuộc nổi dậy. Trước khi bị bắt, Leia đảm bảo droid R2-D2, cùng với droid giao thức C-3PO, kịp trốn thoát với bản thiết kế trạm chiến đấu Ngôi sao Chết bị đánh cắp đang được lưu trữ bên trong R2 và một thông điệp ba chiều dành cho Hiệp sĩ Jedi Obi-Wan Kenobi, người đã sống lưu vong trên Tatooine. Các droid rơi vào tay Luke Skywalker, một cậu bé nông trại mồ côi được nuôi dưỡng bởi chú dượng và dì của mình. Luke giúp lũ droid xác định vị trí của Obi-Wan, bây giờ là một ẩn sĩ già đơn độc tự gọi mình là Ben Kenobi, người đã tiết lộ ông là người bạn của người cha đã mất của Luke, Hiệp sĩ Jedi Anakin Skywalker. Obi-Wan tâm sự với Luke rằng Anakin đã bị "phản bội và sát hại" bởi Vader (người từng là học trò Jedi của Obi-Wan) cách đây nhiều năm, và ông ấy cho Luke giữ chiếc gươm ánh sáng của cha mình. Sau khi xem tin nhắn của Leia, cả hai thuê tay buôn lậu Han Solo và đồng nghiệp Wookiee của anh, Chewbacca lên tàu chở hàng Millennium Falcon, giúp họ cung cấp các bản thiết kế bị đánh cắp bên trong R2-D2 cho Liên minh Nổi dậy với hy vọng tìm được điểm yếu của trạm vũ trụ hủy diệt hành tinh của Đế Chế: Ngôi sao Chết.
Đối với bản phác thảo thứ hai của Star Wars, Lucas đã đơn giản hóa rất nhiều thứ. Ông thêm vào một ý tưởng về năng lượng thần bí được gọi là "Thần lực" (The Force) và giới thiệu người anh hùng trẻ tuổi tên là Luke Starkiller. Annikin trở thành cha của Luke, một hiệp sĩ Jedi thông thái. Dự thảo thứ ba đã bỏ qua người cha Annikin, thay thế ông bằng Ben Kenobi. Sau đó, Lucas cảm thấy bộ phim sẽ không thực sự là bộ phim đầu tiên trong thương hiệu, nhưng là một bộ phim trong bộ ba thứ hai của bộ sử thi. Dự thảo chứa một cốt truyện phụ dẫn đến phần tiếp theo về "Công chúa Ondos", vào thời điểm đó một vài tháng sau, Lucas đã thương thảo một hợp đồng cho ông quyền làm hai phần tiếp theo. Không lâu sau, Lucas thuê tác giả Alan Dean Foster, người viết hai phần tiếp theo thành tiểu thuyết. Năm 1976, dự thảo thứ tư đã được chuẩn bị cho quay phim chính. Bộ phim có tựa đề là Cuộc phiêu lưu của Luke Starkiller, được trích từ nhật ký Whills, Sử thi I: Chiến tranh giữa các vì sao. Trong quá trình sản xuất, Lucas đổi tên Luke thành Skywalker và đổi tên phim thành The Star Wars và cuối cùng là Star Wars. Vào thời điểm đó, Lucas không mong đợi bộ phim có phần tiếp theo. Dự thảo thứ tư của kịch bản trải qua những thay đổi tinh tế, nó loại bỏ "công chúa Ondos", trở thành một bộ phim khép kín, kết thúc với sự hủy diệt của Đế chế Thiên hà bằng cách phá hủy Ngôi sao Chết. Tuy nhiên, trước đây Lucas đã hình thành bộ phim là bộ phim đầu tiên của loạt phim. Mục đích là nếu Star Wars thành công, Lucas có thể điều chỉnh tiểu thuyết của Dean Foster thành các phần tiếp theo với ngân sách thấp. Đến thời điểm đó, Lucas đã phát triển một câu chuyện phức tạp để hỗ trợ quá trình viết của mình.
Trước khi được phát hành, Lucas xem xét việc rời khỏi phần tiếp theo của Star Wars, do nghĩ rằng bộ phim sẽ là một thất bại. Tuy nhiên, bộ phim đã vượt quá mọi kỳ vọng. Thành công của bộ phim, cũng như doanh số bán hàng của nó, và Lucas mong muốn tạo ra một trung tâm làm phim độc lập. Cả hai lí do đó đã khiến Lucas biến Star Wars thành cơ sở của một vũ trụ phức tạp, và sử dụng lợi nhuận để tài trợ cho trung tâm làm phim của ông, Skywalker Ranch. Alan Dean Foster đã viết cuốn tiểu thuyết Splinter of the Mind's Eye, phát hành năm 1978. Nhưng Lucas quyết định không chuyển thể tác phẩm của Foster, vì biết rằng phần tiếp theo sẽ bị thu hẹp ngân sách. Lúc đầu, Lucas đã hình dung ra một loạt các bộ phim không có số lượng ở tiêu để, như loạt phim James Bond.

#### Đế chế phản công

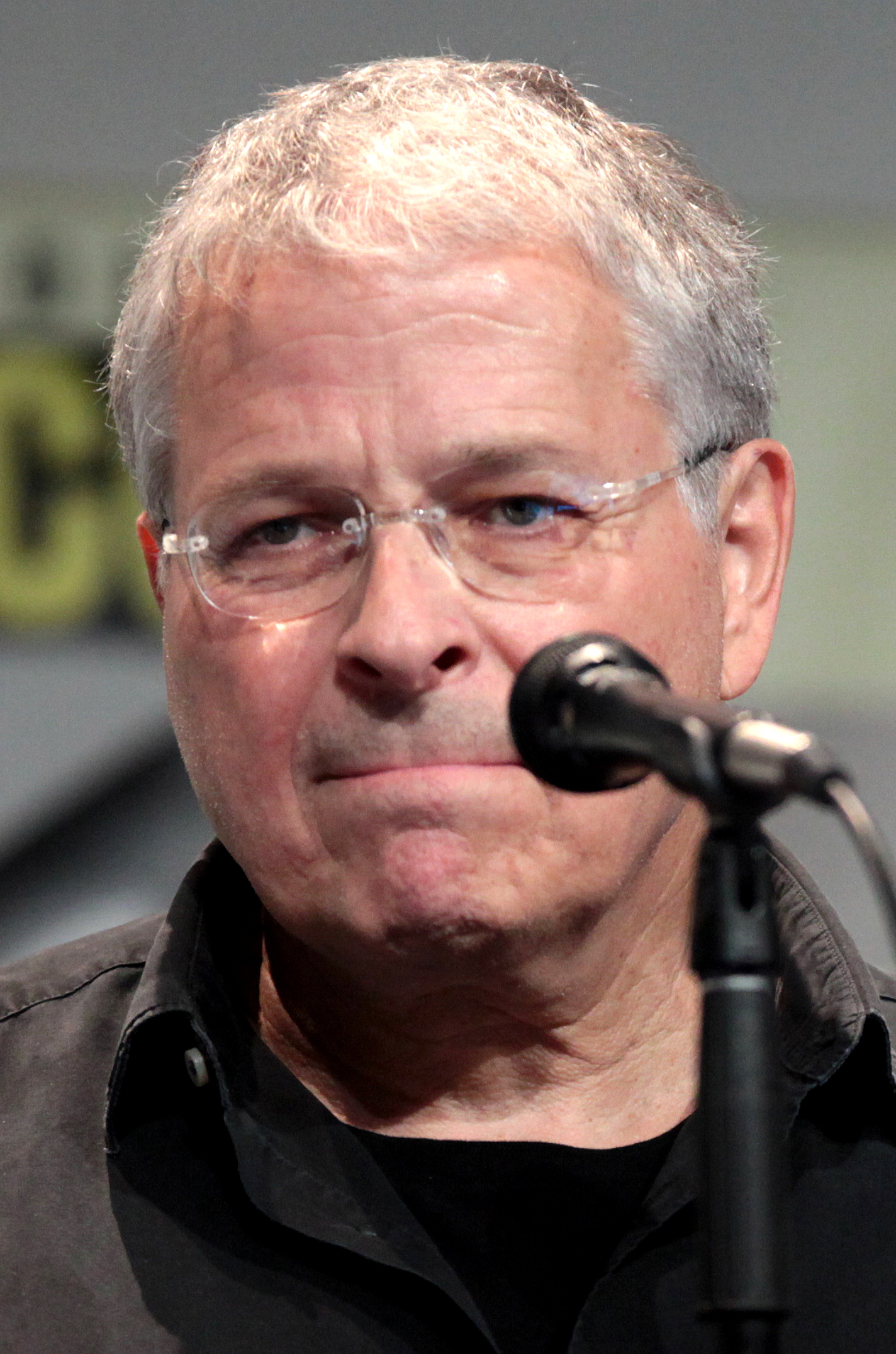
Lawrence Kasdan đồng sáng tác Đế chế phản công, Sự trở lại của Jedi, Thần lực thức tỉnh và Solo: Star Wars ngoại truyện.

Ba năm sau sự hủy diệt của Ngôi sao Chết, quân Nổi dậy buộc phải sơ tán căn cứ bí mật của họ trên hành tinh Hoth khi họ bị Đế chế săn đuổi. Theo lời của linh hồn Obi-Wan, Luke đi đến hành tinh đầm lầy Dagobah để tìm kiếm sư phụ Jedi lưu vong Yoda và bắt đầu khóa huấn luyện Jedi của mình. Tuy nhiên, việc huấn luyện của Luke bị gián đoạn bởi Vader, kẻ đã lôi anh vào bẫy bằng cách bắt giữ Han và Leia tại Thành phố Mây, do người bạn cũ của Han, Lando Calrissian cai quản. Trong một trận đấu ác liệt với Chúa tể Sith, Luke biết sự thật rằng Vader chính là cha của anh.
Sau thành công của bộ phim gốc, Lucas đã thuê tác giả khoa học viễn tưởng Leigh Brackett để viết Star Wars II với ông. Họ tổ chức các buổi hội thảo vào cuối tháng 11 năm 1977, Lucas đã sản xuất một bản viết tay tên là The Empire Strikes Back. Nó tương tự như bộ phim ra mắt, ngoại trừ Darth Vader không tiết lộ hắn là cha của Luke.
Brackett hoàn thành dự thảo đầu tiên vào đầu năm 1978; trong đó, cha của Luke xuất hiện như một hồn ma để hướng dẫn Luke. Lucas đã nói anh rất thất vọng với điều đó, nhưng trước khi anh có thể thảo luận với cô, cô đã mất do bệnh ung thư. Không có nhà văn nào khác, Lucas phải tự viết bản thảo tiếp theo của mình. Dự thảo này, trong đó Lucas lần đầu tiên sử dụng số "Tập" cho các bộ phim; Empire Strikes Back được liệt kê là Tập II. Như Michael Kaminski tranh luận trong Lịch sử bí mật của Star Wars, sự thất vọng với bản nháp đầu tiên có thể đã khiến Lucas xem xét những hướng đi khác nhau của câu chuyện. Ông đã sử dụng nút thắt: Darth Vader hé lộ rằng hắn là cha của Luke. Theo Lucas, ông thấy bản phác thảo này khá thú vị để viết, trái ngược với những cuộc đấu tranh kéo dài một năm viết bộ phim đầu tiên, và nhanh chóng viết thêm hai bản nháp, cả hai đều vào tháng 4 năm 1978. Câu chuyện mới này có chi tiết Darth Vader là cha của Luke mà sau này có ảnh hưởng cực kì lớn lên toàn bộ tác phẩm.. Sau khi viết hai bản nháp này, Lucas sửa đổi cốt truyện giữa Anakin Skywalker, Kenobi và Hoàng đế.

#### Sự trở lại của Jedi
Một năm sau tiết lộ gây sốc của Vader, Luke dẫn đầu một nỗ lực để giải cứu Han khỏi tên trùm gangster Jabba người Hutt. Sau thành công, Luke trở lại Dagobah để hoàn thành khóa huấn luyện Jedi của mình, chỉ để thấy sư phụ Yoda 900 tuổi trên giường bệnh. Với lời trăng trối của mình, Yoda xác nhận rằng Vader chính là cha của Luke, Anakin Skywalker, và Luke phải đối mặt với cha mình một lần nữa để hoàn thành khóa huấn luyện của cậu. Linh hồn của Obi-Wan tiết lộ với Luke rằng Leia chính là em gái song sinh của cậu. Khi quân nổi dậy dẫn đầu một cuộc tấn công vào Ngôi sao Chết II, Luke cố gắng đưa Vader trở lại mặt sáng trong cuộc đối đầu định mệnh với sự chứng kiến của Hoàng đế.
Trong thời gian Lucas bắt đầu viết Tập VI vào năm 1981 (lúc này mang tên Revenge of the Jedi), đã có nhiều thay đổi. Bản nháp thô của Lucas năm 1981 có Darth Vader cạnh tranh với Hoàng đế để có được Luke — và trong kịch bản thứ hai, "bản nháp thô đã được sửa lại", Vader trở thành một nhân vật có thông cảm hơn. Lawrence Kasdan được thuê để viết kịch bản một lần nữa và, trong những bản nháp cuối cùng này, Vader đã được cứu rỗi và cuối cùng được tháo bỏ mặt nạ. Sự thay đổi nhân vật này sẽ cung cấp một bàn đạp cho cốt truyện "Bi kịch của Darth Vader" mà đã làm nền tảng cho các phần trước.

### Bộ ba phần tiền truyện

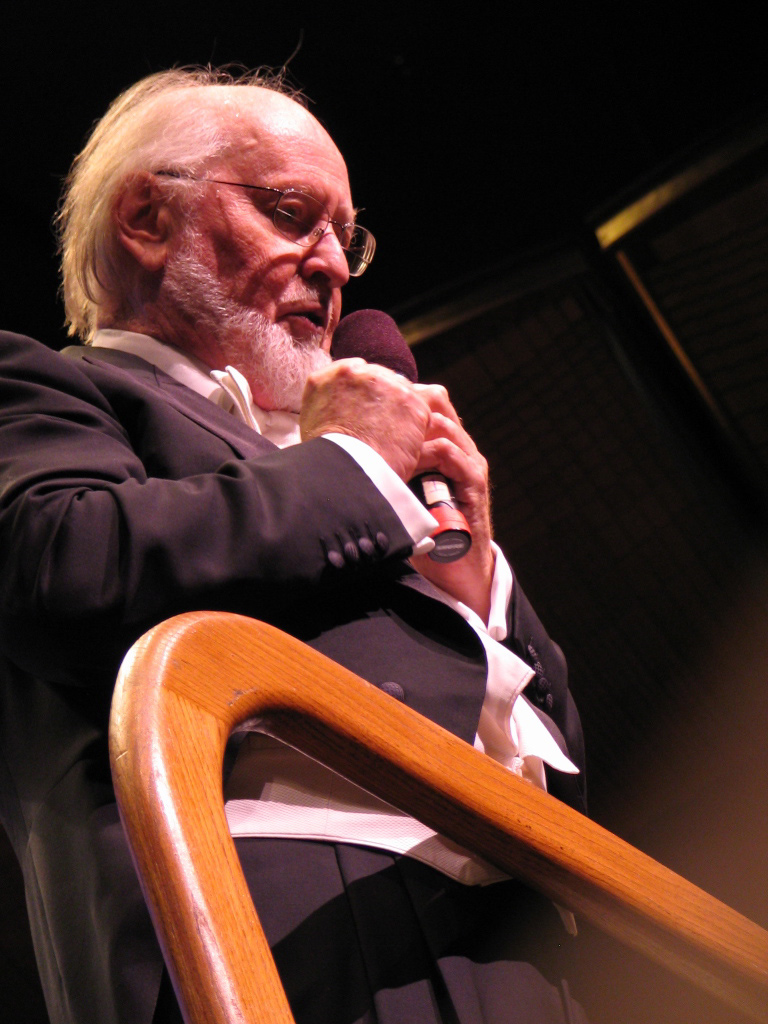
John Williams sáng tác nhạc phim cho bộ ba gốc, bộ ba tiền truyện, Thần lực thức tỉnh và Jedi cuối cùng.

Sau khi mất nhiều gia tài trong cuộc giải quyết ly dị vào năm 1987, George Lucas không có mong muốn trở lại với Star Wars, và đã hủy bỏ chính thức bộ ba phần tiếp theo vào thời điểm Return of the Jedi ra mắt. Tại thời điểm đó, các phần tiền truyện vẫn chỉ là một loạt các ý tưởng cơ bản được rút ra từ các bản nháp gốc của "The Star Wars". Tuy nhiên, những tiến bộ kỹ thuật vào cuối những năm 1980 và 1990 vẫn tiếp tục mê hoặc Lucas, và ông nghĩ rằng họ có thể xem lại các tài liệu đã 20 tuổi của ông. Sự phổ biến của nhượng quyền thương mại đã được tái sinh bởi các câu chuyện trong vũ trụ mở rộng của Star Wars (được đặt tên là EU) được đặt sau các bộ ba phim gốc, chẳng hạn như bộ ba cuốn tiểu thuyết Thrawn của nhà văn Timothy Zahn và loạt truyện tranh Dark Empire xuất bản bởi Dark Horse Comics. Do sự phổ biến mới của Star Wars, Lucas thấy rằng vẫn còn một lượng lớn khán giả theo dõi. Con cái ông lớn hơn, và với sự bùng nổ của công nghệ CGI, ông đã đang xem xét việc quay trở lại ghế đạo diễn.

#### Bóng ma đe dọa
Khoảng 32 năm trước khi cuộc Nội chiến Thiên hà bắt đầu, Liên đoàn Thương mại tham nhũng đặt một chốt chặn xung quanh hành tinh Naboo. Chúa tể Sith Darth Sidious đã bí mật lên kế hoạch và thao túng nền Cộng hòa bằng thân phận giả của hắn, Thượng nghị sĩ Palpatine, nhằm lật đổ và thay thế Thủ tướng tối cao của Cộng hòa. Theo yêu cầu của Thủ tướng, Hiệp sĩ Jedi Qui-Gon Jinn và người học việc của mình, một chàng trai trẻ tên là Obi-Wan Kenobi, được gửi đến Naboo để thương lượng với Liên bang. Tuy nhiên, hai Jedi buộc phải giúp Nữ hoàng Naboo, Padmé Amidala, thoát khỏi chốt chặn và kêu gọi cứu giúp cuộc khủng hoảng tại hành tinh của cô trước Thượng viện Cộng hòa ở Coruscant. Khi tàu vũ trụ của họ bị hư hại trong quá trình trốn thoát, họ đáp xuống Tatooine để sửa chữa. Palpatine cử người học việc Sith đầu tiên của mình, Darth Maul, để săn lùng Nữ hoàng và những người bảo vệ Jedi của cô. Trong khi ở Tatooine, Qui-Gon phát hiện ra một nô lệ 9 tuổi tên là Anakin Skywalker. Qui-Gon giúp giải phóng cậu bé khỏi chế độ nô lệ, tin rằng Anakin là "Người được chọn" được tiên tri sẽ mang lại sự cân bằng cho Thần lực. Tuy nhiên, Hội đồng Jedi (do Yoda lãnh đạo) nghi ngờ cậu bé sở hữu quá nhiều nỗi sợ hãi và giận dữ trong mình.

#### Cuộc tấn công của người vô tính
Mười năm sau trận Naboo, cựu Nữ hoàng của Naboo, Padmé, hiện đang phục vụ với tư cách là Thượng nghị sĩ đại diện cho hành tinh Naboo, cho đến khi nhiệm vụ của cô bị gián đoạn bởi một vụ ám sát. Obi-Wan và người học việc Anakin được đoàn tụ lại với cô ấy khi hai người này được giao nhiệm vụ bảo vệ vị nghị sĩ; Obi-Wan thực hiện một nhiệm vụ lên đường để lần ra kẻ ám sát, trong khi Anakin cố gắng giấu và bảo vệ Padmé, người mà anh đã không gặp trong mười năm trời. Anakin và cô trong quá trình đã nảy sinh tình cảm, mặc dù là trong bí mật, do luật của Hội đồng Jedi cấm tình cảm gắn bó. Trong lúc đó, với kẻ thù lớn nhất trong cuộc chiến tranh đang chạy trốn, Palpatine chấp thuận để đưa toàn bộ thiên hà vào cuộc xung đột (cuộc chiến được gọi là Chiến tranh vô tính) giữa Quân đội Jedi dẫn đầu bởi nề Cộng hòa và Liên minh các hệ sao độc lập, dẫn đầu bởi cựu sư phụ của Qui-gon, Jedi sa ngã, cũng là người học việc mới của Palpatine, Bá tước Dooku.
Bản nháp đầu tiên của Tập II được hoàn thành chỉ vài tuần trước nhiếp chính, và Lucas đã thuê Jonathan Hales, một nhà văn sáng tác The Young Indiana Jones Chronicles, để đánh bóng nó. Không chắc chắn về tiêu đề phim, Lucas đã gọi đùa bộ phim là "Cuộc phiêu lưu vĩ đại của Jar Jar". Trong quá trình viết Empire Strikes Back, Lucas ban đầu quyết định rằng Lando Calrissian là một người vô tính và đến từ một hành tinh vô tính gây ra "Cuộc chiến vô tính" được đề cập bởi cả Luke Skywalker và Công chúa Leia trong A New Hope; sau đó ông đã đưa ra một khái niệm thay thế về một đội quân từ một hành tinh xa xôi tấn công Cộng hòa và bị đẩy lùi bởi Jedi. Các yếu tố cơ bản của cốt truyện đó đã trở thành nền tảng cốt truyện cho Tập II, với một nút thắt thêm vào là Palpatine đã bí mật dàn dựng cuộc khủng hoảng.

#### Sự trả thù của người Sith
Ba năm sau khi cuộc chiến vô tính bắt đầu, Anakin và Obi-Wan dẫn đầu một nhiệm vụ giải cứu thủ tướng bị bắt cóc, Palpatine, khỏi tay của Bá tước Dooku và chỉ huy trưởng của quân đoàn người máy, tướng Grievous. Trong lúc đó, Anakin bắt đầu có những hình ảnh về người vợ bí mật của mình, Padmé, chết trong khi sinh con. Palpatine, người đã bí mật gây ra cuộc chiến để tiêu diệt Hội đồng Jedi, thuyết phục Anakin rằng phe bóng tối của Thần lực nắm giữ nhiều sức mạnh có thể cứu mạng Padmé. Tuyệt vọng, Anakin đưa mình về phe Sith của Palpatine và được đổi tên thành Darth Vader. Trong khi Palpatine tái tổ chức Cộng hòa thành Đế chế tàn bạo, Vader tham gia vào việc tiêu diệt Hội Jedi; lên đến đỉnh điểm trong một cuộc đấu kiếm giữa anh và cựu sư phụ Obi-Wan trên hành tinh núi lửa, Mustafar.
Lucas bắt đầu làm việc với tập III trước khi Attack of the Clones được phát hành, cung cấp cho các họa sĩ ý tưởng rằng bộ phim sẽ mở ra với một loạt các trận chiến Vô tính. Tuy nhiên, khi xem xét cốt truyện vào mùa hè, ông nói ông đã tổ chức lại cốt truyện một cách triệt để. Michael Kaminski, trong cuốn Lịch sử bí mật của Star Wars, cung cấp bằng chứng cho thấy bi kịch Anakin rơi vào bóng tối khiến Lucas phải thay đổi câu chuyện lớn, trước tiên ông sửa lại trình tự mở đầu để Palpatine bị bắt cóc bởi người học việc của hắn, Bá tước Dooku, và sau đó bị Anakin giết hại, hành động đầu tiên trên con đường của anh đi về phía bóng tối. Sau khi nhiếp chính được hoàn thành vào năm 2003, Lucas đã thực hiện nhiều thay đổi lớn hơn ở nhân vật Anakin, viết lại toàn bộ con đường của anh về phía bóng tối; bây giờ, anh sẽ có một nhiệm vụ đi cứu mạng Padmé, chứ không như là phiên bản trước, lý do đó là một trong số lí do anh chọn Mặt tối, kể cả việc anh ta tin rằng Jedi là độc ác và có âm mưu chiếm lấy Cộng hòa. Việc viết lại cơ bản này được thực hiện thông qua chỉnh sửa các cảnh quay chính và cảnh quay mới và đồng thời sửa đổi được quay trong khoảng thời gian đến tận năm 2004.

### The Clone Wars
Vào ngày 15 tháng 8 năm 2008, bộ phim hoạt hình Star Wars: The Clone Wars được phát hành tại các rạp phim với vai trò là tập mở đầu cho loạt phim hoạt hình cùng tên. Bộ phim hoạt hình và loạt phim đều được đặt giữa phần phim Attack of the Clones và Revenge of the Sith, mặc dù Lucas đã sử dụng bộ phim để sửa đổi phần lớn cốt truyện, tiết lộ rằng Anakin đã dạy dỗ một người nữ padawan, tên là Ahsoka Tano. Không giống như các phần khác của bộ phim Star Wars có cốt truyện được giải quyết đầy đủ trong loạt phim, bộ phim hoạt hình là cần thiết để giải thích sự vắng mặt của Ahsoka Tano trong các bộ phim khác. Nhân vật mới ban đầu bị chỉ trích bởi người hâm mộ, nhưng vào cuối loạt phim hoạt hình, nhân vật đã khiến fan yêu thích. Loạt phim gồm 6 mùa, được phát sóng trên Cartoon Network, ngoại trừ phần cuối cùng. Mùa cuối cùng đã bị cắt giảm sau khi Disney mua lại nhượng quyền thương mại. Ngoài ra còn có hai mùa nữa đã được phát triển, nhưng chúng cũng bị hủy bỏ.

### Bộ ba phần hậu truyện
Qua nhiều năm tháng, Lucas thường phóng đại số lượng tài liệu ông đã viết cho loạt phim; phần lớn các cường điệu bắt nguồn từ giai đoạn sau năm 1978 khi loạt phim trở thành một hiện tượng. Michael Kaminski giải thích rằng các cường điệu là một biện pháp công khai và an ninh, hợp lý hơn nữa là vì cốt truyện của loạt phim thường được thay đổi hoàn toàn trong suốt nhiều năm, nên ông luôn có ý định thay đổi câu chuyện gốc bởi khán giả sẽ chỉ xem tài liệu từ quan điểm của ông ấy. Sự phóng đại tạo ra những tin đồn về Lucas có cốt truyện cho một bộ ba phần tiếp theo (Tập VII, VIII và IX), sẽ tiếp tục câu chuyện sau tập phim năm 1983 của Return of the Jedi. Lucasfilm và George Lucas đã từ chối kế hoạch cho bộ ba phần tiếp theo trong nhiều năm, nhấn mạnh rằng Chiến tranh giữa các vì sao là một loạt 6 phần, và không có thêm phim nào được phát hành sau khi kết thúc bộ ba tiền truyện năm 2005. Mặc dù Lucas đã thực hiện một ngoại lệ bằng cách phát hành bộ phim hoạt hình Star Wars: The Clone Wars trong năm 2008, trong khi quảng bá cho bộ phim, Lucas giữ nguyên ý nguyện của mình cho bộ ba phần tiếp theo: "Tôi thường được hỏi," Chuyện gì xảy ra sau Return of the Jedi? ", Và tôi thực sự không có câu trả lời cho câu hỏi đó. Loạt phim là câu chuyện về Anakin Skywalker và Luke Skywalker, và khi Luke cứu thiên hà và tái sinh cha mình, đó là nơi mà câu chuyện kết thúc."
Tháng 1 năm 2012, Lucas thông báo rằng ông sẽ rút khỏi các bộ phim bom tấn và thay vào đó là sản xuất những bộ phim nhỏ hơn. Khi được hỏi liệu những lời chỉ trích ông nhận được sau bộ ba phần tiền truyện và những thay đổi dành cho bộ ba gốc đã gây ảnh hưởng đến quyết định rút lưu của ông, Lucas nói: "Tại sao tôi phải làm bộ phim nào nữa nếu mọi người la hét với bạn mọi lúc và nói về việc bạn là một người khủng khiếp thế nào? " Mặc dù nhấn mạnh rằng bộ ba phần tiếp theo sẽ không bao giờ xảy ra, Lucas bắt đầu làm việc với bản thảo cho ba bộ phim Star Wars mới vào năm 2011. Vào tháng 10 năm 2012, Công ty Walt Disney đã đồng ý mua Lucasfilm và thông báo rằng Star Wars Episode VII sẽ được phát hành vào năm 2015. Sau đó, có tiết lộ rằng ba bộ phim sắp tới (tập VII-IX) sẽ dựa trên các câu chuyện đã được viết bởi George Lucas trước khi bán Lucasfilm.[ Đồng chủ tịch của Lucasfilm, Kathleen Kennedy, trở thành chủ tịch của công ty, báo cáo với chủ tịch Walt Disney Studios Alan Horn. Ngoài ra, Kennedy sẽ là nhà sản xuất điều hành cho các bộ phim mới của Star Wars, với người sáng tạo nhượng quyền thương mại và người sáng lập Lucasfilm Lucas làm tư vấn sáng tạo.

#### Thần lực thức tỉnh
Khoảng 30 năm sau sự hủy diệt của Ngôi sao Chết II, Luke Skywalker đã biến mất sau sự sụp đổ của Trật tự Jedi mới mà ông đang cố gắng gây dựng. Những tàn dư của Đế chế đã trở thành Tổ chức Thứ nhất, và tìm cách tiêu diệt Luke và nền Cộng hòa mới, trong khi quân kháng chiến phản đối, dẫn đầu bởi công chúa giờ là tướng Leia Organa và được Cộng hòa hậu thuẫn. Tại Jakku, phi công kháng chiến Poe Dameron tìm được bản đồ dẫn đến vị trí của Luke. Stormtroopers dưới sự chỉ huy của Kylo Ren, con trai của Leia và Han Solo, bắt được Poe. Droid BB-8 trốn thoát với bản đồ, và gặp một người nhặt phế liệu Rey. Kylo tra tấn Poe và biết về BB-8. Stormtrooper FN-2187 chạy trốn khỏi Tổ chức, và cứu Poe, người đã đặt tên cho anh là "Finn".Cả hai trốn thoát trong một chiếc chiến đấu cơ TIE và bị bắn hạ xuống Jakku, dường như đã giết Poe. Finn tìm thấy Rey và BB-8, nhưng Tổ chức đã bắt kịp; cả ha trốn thoát khỏi Jakku trên con tàu Millennium Falcon bị đánh cắp. Falcon được chiếm lại bởi Han và Chewbacca, quay lại với công việc buôn lậu sau khi từ bỏ nền Cộng hòa mới. Họ đồng ý giúp đưa bản đồ bên trong BB-8 cho quân kháng chiến.
Kịch bản cho Tập VII ban đầu được viết bởi Michael Arndt, nhưng vào tháng 10 năm 2013 thông báo rằng nhiệm vụ này sẽ được giao cho Lawrence Kasdan và J. J. Abrams. Vào ngày 25 tháng 1 năm 2013, The Walt Disney Studios và Lucasfilm đã chính thức công bố J. J. Abrams là đạo diễn và nhà sản xuất của Star Wars: Tập VII, cùng với Bryan Burk và Bad Robot Productions.

#### Jedi cuối cùng
Ngay sau khi căn cứ Starkiller bị phá hủy, Rey tìm thấy Luke Skywalker trên hành tinh Ahch-To và thuyết phục ông dạy cô về Jedi và tìm kiếm câu trả lời từ quá khứ của cô với sự giúp đỡ của Luke và Kylo Ren. Trong khi đó, Finn, Leia, Poe, BB-8, Rose Tico, và phần còn lại của quân kháng chiến đang trong tình thế nguy cấp và bị rượt đuổi bởi Tổ chức đến hành tinh muối Crait. Kylo Ren ám sát Thủ lĩnh tối cao Snoke và nắm quyền kiểm soát Tổ chức thứ nhất. Cuộc chiến lên đến đỉnh điểm trong một trận chiến trên Crait với quân kháng chiến.
Vào ngày 20 tháng 11 năm 2012, The Hollywood Reporter báo cáo rằng Lawrence Kasdan và Simon Kinberg sẽ viết và sản xuất tập VIII và IX. Kasdan và Kinberg sau đó được xác nhận là cố vấn sáng tạo cho những bộ phim đó, ngoài việc viết những bộ phim độc lập. Ngoài ra, John Williams, người đã viết nhạc cho sáu tập trước, được thuê để soạn nhạc cho các tập VII, VIII và IX. Vào ngày 12 tháng 3 năm 2015, Lucasfilm thông báo rằng đạo diễn phim Looper Rian Johnson sẽ chỉ đạo tập VIII với Ram Bergman làm nhà sản xuất cho Ram Bergman Productions. Các báo cáo ban đầu tuyên bố rằng Johnson cũng sẽ chỉ đạo Tập IX, nhưng sau đó đã xác nhận rằng anh sẽ chỉ viết một câu chuyện. Johnson sau đó đã viết trên Twitter của mình rằng thông tin của anh ta viết một gợi ý cho Tập IX là cũ, và anh ấy không tham gia vào việc viết bộ phim đó. Khi được hỏi về Tập VIII trong một cuộc phỏng vấn tháng 8 năm 2014, Johnson nói "thật chán nản khi nói về bộ phim, bởi vì điều duy nhất tôi thực sự có thể nói là, tôi chỉ thấy hạnh phúc. Tôi không có cảm giác e ngại như tôi mong đợi, ít nhất là chưa cảm thấy. Tôi chắc chắn tôi sẽ cảm thấy nó ở một thời điểm nào đó." Nhiếp chính của Jedi cuối cùng bắt đầu vào tháng 2 năm 2016. Quay phim bổ sung diễn ra tại Dubrovnik từ ngày 9 đến 16 tháng 3 năm 2016, cũng như ở Ireland vào tháng 5 năm 2016. Nhiếp chính được đóng gói vào tháng 7 năm 2016. Vào ngày 27 tháng 12 năm 2016, Carrie Fisher đã mất sau khi bà bị bệnh tim một vài ngày trước đó. Trước khi qua đời, Fisher đã hoàn thành vai diễn của mình với tư cách là Tướng Leia Organa trong phim. Bộ phim được phát hành vào ngày 15 tháng 12 năm 2017.

#### Tập IX
Sản xuất được lên kế hoạch bắt đầu vào năm 2017. Variety và Reuters cho biết Carrie Fisher được dự kiến đóng một vai trò quan trọng trong Tập IX. Giờ đây, Lucasfilm, Disney và những người liên quan đến bộ phim đã bị buộc phải tìm cách giải quyết cái chết của bà trong bộ phim sắp tới và thay đổi vai trò của nhân vật. Vào tháng 1 năm 2017, Lucasfilm cho biết họ sẽ không tái tạo lại Fisher cho bộ phim này. Vào tháng 4 năm 2017, anh trai của Fisher, Todd và con gái Billie Lourd của Carrie đã cho phép Disney sử dụng hình ảnh của bà cho bộ phim, nhưng cuối tháng đó, Kennedy nói rằng Fisher sẽ không xuất hiện trong phim. Nhiếp chính của Star Wars: Tập IX được bắt đầu vào tháng 7 năm 2018.

### Phim ngoại truyện
Trước khi bán Lucasfilm cho Disney vào năm 2012, và song song với việc phát triển bộ ba phần tiếp theo, George Lucas và biên kịch gốc của ông, Lawrence Kasdan bắt đầu phát triển một bộ phim về Han Solo trẻ. Vào ngày 5 tháng 2 năm 2013, Giám đốc điều hành của Disney Bob Iger đã công bố sự phát triển một bộ phim độc lập của Lawrence Kasdan, cùng với một bộ phim không được tiết lộ được viết bởi Simon Kinberg. Vào ngày 6 tháng 2, Entertainment Weekly báo cáo phim của Kasdan sẽ tập trung vào Han Solo, trong khi phim còn lại thì xoay quanh Boba Fett (thông tin về bộ phim sau này chưa được xác nhận). Disney CFO Jay Rasulo đã mô tả những bộ phim độc lập như những câu chuyện gốc. Kathleen Kennedy giải thích rằng các bộ phim độc lập sẽ không tiếp nối với các bộ phim của bộ ba phần tiếp theo, nêu rõ, 
George biết rất rõ về cách mà loạt phim hoạt động. Thứ tiêu chuẩn mà anh ấy đã tạo ra là bộ sử thi Chiến tranh giữa các vì sao gốc. Bây giờ thì Tập VII cũng thuộc vào một trong số đó. Các phim điện ảnh ăn theo, hoặc chúng tôi sẽ nghĩ ra một tên gọi nào đó để đặt cho chúng, cũng được xếp vào cái vũ trụ rộng lớn mà George đã tạo ra ấy. Không có kế hoạch nào để đưa những nhân vật bên ngoài, trong những phần phim riêng vào trong loạt phim gốc. Do đó, từ góc nhìn của nhà sáng lập, nó là một hướng đi mà George đã vạch ra rất rõ.
Vào tháng 4 năm 2015, Lucasfilm và Kennedy đã thông báo rằng các phim độc lập sẽ được gọi là phim Star Wars Anthology (mặc dù từ này chưa bao giờ được sử dụng trên bất kỳ tựa phim nào, thay vì chọn mang phụ đề "A Star Wars Story" hay "Star Wars ngoại truyện" bên dưới tiêu đề chính của bộ phim.) Rogue One: Star Wars ngoại truyện được phát hành vào ngày 16 tháng 12 năm 2016 là bộ phim đầu tiên trong loạt phim tuyển tập tách biệt với bộ sử thi. Bộ phim thứ hai Solo: Star Wars ngoại truyện, được phát hành vào ngày 25 tháng 5 năm 2018. Phim vẫn chưa được hé lộ thứ ba có thể sẽ dựa trên Boba Fett và sẽ được phát hành vào năm 2020.

#### Rogue One

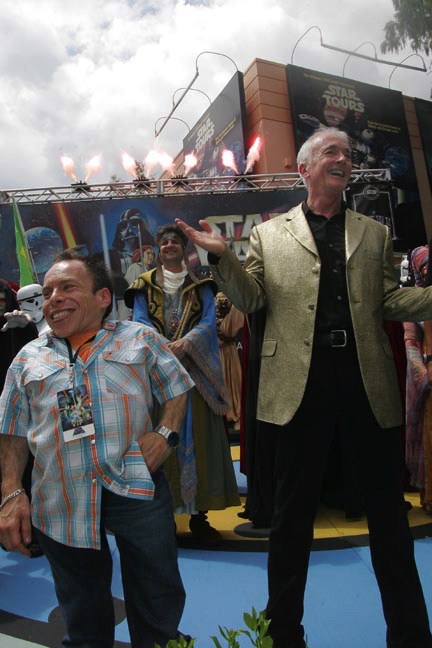
Warwick Davis, trái, và Anthony Daniels, phải, hai diễn viên đã xuất hiện trong tất cả các phần phim của thương hiệu. Daniels đã đóng vai C-3PO trong tất cả các bộ phim điện ảnh trừ Solo, cũng như lông tiếng nhân vật cho các bộ phim hoạt hình.

Câu chuyện kể về Rogue One, một nhóm phiến quân do Jyn Erso dẫn đầu, người đã đánh cắp bản kế hoạch Ngôi sao Chết. Bộ phim kết thúc vào ngay khoảnh khắc trước khi bắt đầu A New Hope.
Ý tưởng cho bộ phim đã được hình thành bởi John Knoll, người giám sát hiệu ứng hình ảnh cho bộ ba bộ phim tiền truyện. Vào tháng 5 năm 2014, Lucasfilm đã tuyên bố Gareth Edwards là đạo diễn của bộ phim ngoại truyện đầu tiên, với Gary Whitta viết bản nháp đầu tiên, lên lịch phát hành vào ngày 16 tháng 12 năm 2016. Vào ngày 12 tháng 3 năm 2015, tựa phim được tiết lộ là Rogue One, với Chris Weitz viết lại kịch bản, và với sự tham gia của Felicity Jones trong vai Jyn Erso, với Ben Mendelsohn, và Diego Luna đều đóng vai nhân vật chính trong phim, với vai trò chưa xác định của James Earl Jones lồng tiếng cho Darth Vader, và các nhân vật khác trước đó, bao gồm cả Bail Organa và Mon Mothma. Bộ phim là phim đầu tiên bao gồm một nhân vật xuất hiện trong loạt phim hoạt hình, Saw Gerrera của chương trình Clone Wars là người thầy cực đoan của Jyn Erso, và Chopper từ Star Wars: Rebels có một vai cameo. Vào tháng 4 năm 2015, trailer của phim được chiếu lần đầu tại Star Wars Celebration. Lucasfilm thông báo việc quay phim sẽ bắt đầu vào mùa hè năm 2015 và phát hành bản tóm tắt cốt truyện. Đạo diễn Edwards đã nói, "Bộ phim chỉ xoay quanh một nhóm người không có ma thuật kì bí mà chỉ dựa vào hy vọng để giải cứu thiên hà."; và mô tả phong cách của bộ phim tương tự như của một bộ phim chiến tranh: "Đó là thực tế của chiến tranh. Kẻ tốt là xấu. Kẻ xấu là tốt. Nó rất phức tạp, nhiều chiều, một kịch bản rất phong phú để thiết lập một bộ phim." Sau khi ra mắt, Rogue One nhận được nhiều đánh giá tích cực, với diễn xuất, cảnh hành động, nhạc nền, hiệu ứng hình ảnh và giai điệu được ca ngợi. Bộ phim thu về hơn 500 triệu USD trên toàn thế giới trong vòng một tuần kể từ ngày phát hành.

#### Solo
Solo là một bộ phim tập trung vào Han Solo thời trẻ và bắt đầu sự nghiệp của anh ấy như một kẻ buôn lậu, cũng như tình bạn của anh ấy với Wookiee Chewbacca. Lando Calrissian trẻ tuổi cũng xuất hiện với tư cách là chủ sở hữu của tàu Millenium Falcon. Bộ phim được thiết lập trước các sự kiện của Rogue One và Han xuất hiện trong A New Hope.
Trước khi bán Lucasfilm cho Disney, George Lucas bắt đầu phát triển một bộ phim về Han Solo trẻ. Lucas đã thuê nhà văn kì cựu Star Wars, Lawrence Kasdan, cùng con trai Jon Kasdan, để viết kịch bản. Bộ phim có sự tham gia của Alden Ehrenreich trong vai Han Solo, Joonas Suotamo trong vai Chewbacca (sau khi trở thành diễn viên đóng nhân vật trong The Force Awakens và The Last Jedi), Donald Glover trong vai Lando Calrissian, cùng với Emilia Clarke và Woody Harrelson. Đạo diễn Phil Lord và Christopher Miller bắt đầu quay cảnh chính cho phim, nhưng do sự khác biệt sáng tạo, cặp đôi đã rời dự án vào tháng 6 năm 2017 với ba tuần rưỡi còn lại cho nhiếp chính. Sự thay thế của họ là đạo diễn từng đoạt giải Oscar Ron Howard, người trước đây đã nói, "George, bạn nên làm điều đó!", Đã từng là một trong ba đạo diễn từ chối George Lucas đề nghị đạo diễn Tập I: The Phantom Menace. Trước đó, Howard đã hợp tác với Lucas trước cả khi có Star Wars, với tư cách là một diễn viên trong bộ phim George Lucas đạo diễn American Graffiti. Howard cũng chỉ đạo bộ phim Willow (1988) cho Lucasfilm, Warwick Davis, người đóng vai chính của Howard trong bộ phim đó, cũng sẽ xuất hiện trong Solo.

#### Phim khả thi trong tương lai
Vào tháng 8 năm 2016, Ewan McGregor, người đóng vai Obi-Wan Kenobi trẻ trong bộ ba phần tiền truyện, nói rằng nếu Lucasfilm tiếp cận anh, anh sẽ cởi mở để trở lại vai diễn trong một bộ phim xoay cuộc sống của nhân vật trong thời gian giữa Tập III và IV. Số lượng người hâm mộ quan tâm đã dẫn đến báo cáo rằng một bộ phim về Kenobi đã được thực hiện, trong khi Lucasfilm đã làm rõ rằng nó đã không được phát triển. Vào tháng 3 năm 2017, McGregor một lần nữa tuyên bố sự quan tâm của anh trong vai chính của bộ phim, nếu Lucasfilm muốn anh. Sau đó vào năm 2017, cảnh quay trong bộ phim Last Days in the Desert (đóng vai chính là McGregor), được chỉnh sửa thành một đoạn trailer fan chế cho bộ phim Obi-Wan. Video này sau đã được bình chọn là trailer chế được yêu thích nhất trong cuộc bình chọn của The Hollywood Reporter. Vào tháng 8 năm 2017, đã có thông báo rằng một bộ phim Obi-Wan Kenobi đã được phát triển, với Stephen Daldry đàm phán ban đầu để đồng biên kịch và chỉ đạo dự án. Liam Neeson bày tỏ sự quan tâm đến việc trở lại loạt phim, trở lại vai diễn Qui-Gon Jinn. Joel Edgerton, người đóng vai chú Owen của Luke Skywalker trong bộ ba tiền truyện, nói rằng anh muốn quay trơ lại vai diễn của mình trong một bộ phim độc lập về Obi-Wan, nếu nó được thực hiện. Tính đến năm 2018, McGregor đã tuyên bố rằng anh sẽ sẵn sàng đóng vai Obi-wan trên phim, trong khi các báo cáo cho biết bộ phim có thể được phát hành vào năm 2020.
Alden Ehrenreich xác nhận hợp đồng của mình xuất hiện trong vai diễn Han Solo, mở rộng cho thêm hai bộ phim, trong trường hợp nếu studio làm phim tiếp nối cho Solo: Star Wars ngoại truyện, hoặc cho anh vào một bộ phim khác với vai phụ. Ehrenreich nói rằng anh muốn bất kỳ phần tiếp theo của phim sẽ khác biệt hẳn với bộ ba Star Wars trước đây một cách độc lập, giống như loạt phim Indiana Jones, chứ không phải là phần tiếp nối trực tiếp. Ron Howard nói rằng không có phần tiếp theo nào được phát triển, điều đó là do người hâm mộ quyết định. Các nhà phê bình lưu ý rằng bộ phim cố ý để một cái kết mở cho các phần tiếp theo. Biên kịch của phim Jon Kasdan nói rằng ông sẽ bao gồm thêm thợ săn tiền thưởng Bossk (kể xuất hiện trong Tập V: Đế Chế phản công và được đề cập bởi Val trong Solo) nếu ông có viết phần tiếp theo của bộ phim. Kathleen Kennedy cũng nói rằng một bộ phim xoay quanh Lando Calrissian có thể sẽ xảy ra, nhưng nó sẽ không phải là ưu tiên vào thời điểm đó. Donald Glover nói rằng anh sẽ hình dung bộ phim giống như Catch Me If You Can trong không gian.
Các báo cáo bổ sung cho biết Lucasfilm đang cân nhắc nhiều bộ phim khác nhau về các nhân vật khác nhau bao gồm cả các bộ phim tập trung vào Boba Fett, cũng như sư phụ Yoda. Vào năm 2015, đạo diễn Guillermo Del Toro đã đề xuất một ý tưởng cho Lucasfilm về một bộ phim về Jabba người Hutt, vào năm 2017, nhiều nguồn báo cáo rằng nó đang nằm trong số các dự án được hãng xem xét.
Samuel L. Jackson đã bày tỏ sự quan tâm đến việc trở lại vai Mace Windu, nhấn mạnh rằng nhân vật của anh có thể đã sống sót sau cái chết rõ ràng của anh. Ian McDiarmid cũng bày tỏ sự quan tâm đến việc trở lại vai Hoàng đế Palpatine. Cũng có khả năng nhân vật Ahsoka Tano sẽ xuất hiện trong một bộ phim hành động, với Rosario Dawson thể hiện sự quan tâm để đóng vai nhân vật.

### Tương lai
Vào tháng 11 năm 2017, Lucasfilm thông báo rằng Rian Johnson, nhà văn kiêm đạo diễn của The Last Jedi, sẽ làm việc trong một dự án phim bộ ba mới. Các bộ phim được báo cáo là khác với các bộ phim sử thi tập trung vào gia đình Skywalker mà thay vào đó xoay quanh các nhân vật hoàn toàn mới. Johnson được xác nhận sẽ biên kịch và đạo diễn bộ phim đầu tiên. Cùng ngày, Disney thông báo rằng một bộ phim truyền hình Star Wars người đóng đang được phát triển riêng cho dịch vụ phát trực tuyến sắp tới của Disney.
Vào tháng 2 năm 2018, David Benioff và D. B. Weiss đã viết và sản xuất một loạt các bộ phim của Star Wars không phải là những bộ phim tập trung vào Skywalker, tương tự nhưng tách biệt với những phần phim sắp tới của Rian Johnson.

## Chủ đề
Chiến tranh giữa các vì sao minh họa các yếu tố như hiệp sĩ, phù thủy, và nàng công chúa có liên quan đến nguyên mẫu của thể loại fantasy . Thế giới Star Wars, không giống như phim khoa học viễn tưởng và phim tưởng tượng minh họa việc thiết lập kiểu dáng đẹp của tương lai thì được miêu tả là bẩn và cáu bẩn. Tầm nhìn của Lucas về một "tương lai được sử dụng" đã được tiếp tục phổ biến rộng rãi trong các bộ phim khoa học viễn tưởng kinh dị như Quái vật không gian (Alien) , được thiết lập trên một tàu chở hàng không gian bẩn; Max Điên Cuồng 2 hay Mad Max 2, được đặt trong một sa mạc hậu tận thế, và Tội Phạm Người Máy hay Blade Runner, được thiết lập trong một thành phố đổ nát dơ bẩn của tương lai. Lucas thực hiện một nỗ lực có ý thức về cảnh song song và đối thoại giữa các bộ phim, và đặc biệt là song song hành trình của Luke Skywalker với cha của mình khi thực hiện các phần trước .

### Ảnh hưởng
Có thể thấy, Star Wars hay George Lucas đã chịu nhiều ảnh hưởng từ nhiều phim và truyện khác nhau.
Khác với nhiều bộ phim về đề tài vũ trụ như Du hành giữa các vì sao (Star Trek) hay Babylon 5, Chiến tranh giữa các vì sao đã tạo ấn tượng trong lòng khán giả không những vì cảnh chiến đấu trên vũ trụ thường thấy, mà còn ở vẻ hoang sơ kỳ lạ của những hành tinh như Tatooine trong phần IV. Câu truyện viễn tưởng Xứ Cát (Dune) của Frank Herbert cùng với những bộ phim Viễn Tây theo phong cách Sergio Leone đã tạo nên một quê nhà Tatooine cằn cỗi của Luke Skywalker.
Lucas thừa nhận, ông đã lấy cảm hứng từ nền văn hóa thời Samurai của Nhật Bản và nhiều bộ phim khác. Có thể thấy rõ nhất là từ bộ phim Nàng Công Chúa Cuối Cùng (隠し砦の三悪人) của Akira Kurosawa. Đồng thời, người xem có thể nhận ra những nét tương đồng giữa Kabuto với chiếc mặt nạ của Darth Vader. Các hiệp sĩ Jedi thì được lấy cảm hứng từ các samurai Nhật Bản, từ trang phục giống với kimono lẫn tinh thần chiến đấu trong danh dự của samurai.
Ngoài ra, bộ phim còn bị tác động bởi bối cảnh thời đó: Chiến tranh Việt Nam, Thế chiến thứ II. George Lucas nói: "Chiến tranh giữa các vì sao" có bối cảnh lịch sử rất rõ rệt. Đế quốc thiên hà chính là bản sao của đế quốc Mỹ trong cuộc chiến tranh Việt Nam. Những người Ewoks là những người lính cộng sản. Hoàng đế Palpatine, kẻ kế vị Valkorion và Vitiate chính là Tổng thống Hoa Kỳ Nixon, kế vị Tổng thống Kennedy và Tổng thống Johnson. Nhưng chẳng có ai nghĩ đến điều đó.

### Thông tin kỹ thuật
Tất cả sáu bộ phim của Chiến tranh giữa các vì sao được chụp trong tỉ lệ là 2.40:1. Bộ 3 phim gốc được quay với ống kính dị hướng. Tập IV và V được quay trong Panavision (thị giác toàn cảnh), trong khi Tập VI được quay trong ống kính Camera Joe Dunton (JDC). Tập I được quay với ống kính dị hướng Hawk trên máy ảnh Arriflex, và Tập II và III được quay với máy ảnh kỹ thuật số độ nét cao Sony CineAlta .
Lucas thuê Ben Burtt để giám sát hiệu ứng âm thanh của Niềm Hi Vọng Mới. Burtt do đó dược Viện Hàn lâm Nghệ thuật Điện ảnh và Khoa học tặng một giải thưởng Thành tựu đặc biệt bởi vì nó không có giải thưởng tại thời điểm cho công việc mà ông đã làm . Lucasfilm phát triển âm thanh tiêu chuẩn THX cho Sự trở lại của Jedi . John Williams soạn nhạc cho tất cả sáu bộ phim. Lucas thiết kế cho Chiến tranh giữa các vì sao liên quan đến một nhạc âm thanh cỡ lớn, với leitmotifs cho nhân vật khác nhau và các khái niệm quan trọng. Nhạc nền Star Wars của Williams đã trở thành một trong những nhạc nền nổi tiếng nhất được biên soạn trong lịch sử âm nhạc hiện đại .
Biên đạo múa kỹ thuật kiếm ánh sáng cho bộ 3 phim gốc được phát triển bởi Bob Anderson. Anderson đào tạo diễn viên Mark Hamill (Luke Skywalker) và thực hiện tất cả các pha nguy hiểm như Darth Vader trong trận đấu tay đôi kiếm ánh sáng trong Đế chế phản công và Sự trở lại của Jedi, mặc trang phục của Vader. Vai trò của Anderson trong bộ ba Chiến tranh giữa các vì sao gốc đã được nhấn mạnh trong bộ phim Kháng Nghị Đao Kiếm (Reclaiming the Blade), nơi ông chia sẻ kinh nghiệm của mình như là biên đạo múa chiến đấu phát triển các kỹ thuật kiếm ánh sáng cho phim .

## Các phương tiện truyền thông khác
Từ năm 1977 đến 2014, thuật ngữ Vũ trụ Mở rộng (Expanded Universe hoặc EU trong tiếng Anh) là một thuật ngữ chung cho phép chính thức các yếu tố kể chuyện Star Wars vượt ra bên ngoài các bộ phim, bao gồm tiểu thuyết, truyện tranh, trò chơi điện tử và truyền hình. Lucasfilm duy trì sự liên tục nội bộ giữa các bộ phim và nội dung truyền hình và các tài liệu của EU cho đến ngày 25 tháng 4 năm 2014, khi công ty tuyên bố tất cả các dự án của EU sẽ ngừng sản xuất. Các tác phẩm hiện tại lúc bấy giờ sẽ không còn được coi là chính thức (canon) với nhượng quyền thương mại và các bản tái bản của những sản phẩm này tiếp theo sẽ được đổi tên dưới nhãn Star Wars Legends, với DLC cho trò chơi trực tuyến Star Wars: The Old Republic vẫn được sản xuất tuy đã không còn coi là chính thức nữa. Các Star Wars canon sau đó đã được tái cơ cấu để chỉ bao gồm sáu bộ phim hiện có, bộ phim hoạt hình Star Wars: The Clone Wars (2008), và loạt phim hoạt hình đồng hành của nó Star Wars: The Clone Wars. Tất cả các dự án trong tương lai và phát triển sáng tạo trên tất cả các loại phương tiện truyền thông sẽ được giám sát và phối hợp bởi Nhóm cốt truyện, được công bố là một bộ phận của Lucasfilm và được tạo ra để duy trì tính liên tục và tầm nhìn gắn kết về cách kể chuyện của nhượng quyền thương mại. Lucasfilm thông báo rằng sự thay đổi đã được thực hiện "để cung cấp sự tự do sáng tạo tối đa cho các nhà làm phim và cũng bảo tồn các yếu tố bất ngờ và sự tìm tòi của khán giả." Loạt phim hoạt hình Star Wars Rebels là dự án đầu tiên được sản xuất sau khi công bố, nối tiếp bởi nhiều sê-ri truyện tranh từ Marvel, tiểu thuyết được xuất bản bởi Del Rey và bộ phim Star Wars: Thần lực thức tỉnh (2015).

### Truyền hình

#### Những bộ phim hoạt hình và truyền hình đầu tiên

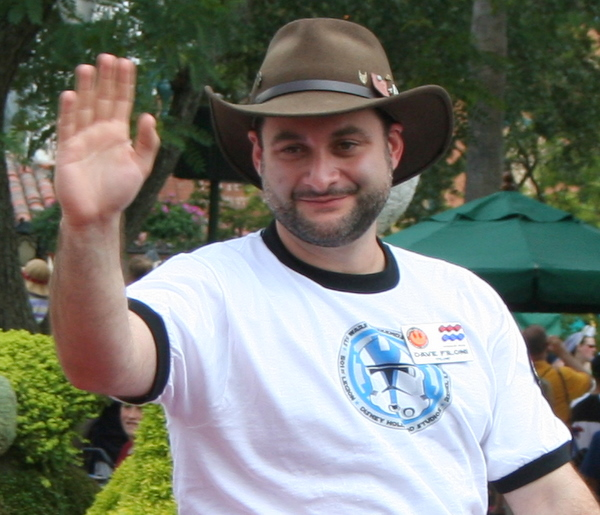
Dave Filoni, giám sát của phim hoạt hình Star Wars Rebels, sau đó được thăng chức để giám sát sự phát triển của tất cả các dự án Lucasfilm Animation trong tương lai.

Trong bộ phim truyền hình 2 tiếng Star Wars Holiday Special được sản xuất cho đài CBS vào năm 1978, Chewbacca trở về hành tinh quê hương Kashyyyk của anh để kỷ niệm "Ngày Cuộc sống" với gia đình. Cùng với các ngôi sao của bộ phim gốc 1977, những nghệ sĩ nổi tiếng như Bea Arthur, Art Carney, Diahann Carroll và Jefferson Starship xuất hiện trong các vở nhạc kịch. Lucas ghê tởm đặc biệt bộ phim và cấm nó được phát sóng lần nữa sau khi phân phối, hoặc được tái hiện trên video gia đình. Một chuỗi hoạt hình dài 11 phút Holiday Special có sự xuất hiện đầu tiên của thợ săn tiền thưởng Boba Fett, được coi là lớp lót bạc duy nhất của sản xuất, với Lucas thậm chí bao gồm nhân vật này trong bản giới thiệu đặc biệt trên bản phát hành Blu-ray 2011 (làm nó là phần duy nhất của Holiday Special nhận được một bản phát hành truyền thông chính thức tại nhà). Phân khúc này là dự án hoạt hình Star Wars đầu tiên được thực hiện.
Bộ phim truyền hình Caravan of Courage: An Ewok Adventure phát sóng trên kênh ABC vào cuối tuần lễ Tạ Ơn vào năm 1984. Với cốt truyện của Lucas và kịch bản của Bob Carrau, phim xoay quanh Ewok Wicket từ Return of the Jedi khi anh giúp hai đứa bé giải cứu cha mẹ của chúng khỏi một người khổng lồ gọi là Gorax. Phần tiếp theo năm 1985, Ewoks: The Battle for Endor, dõi theo Wicket và bạn bè của anh trong nỗ lực nhằm bảo vệ ngôi làng của họ khỏi trước những kẻ xâm lược.

#### Hoạt hình
Nelvana, xưởng phim hoạt hình đã từng giúp dựa án Holiday Special trở thành hiện thực, được thuê để tạo ra hai bộ phim hoạt hình. Star Wars: Droids (1985–1986), phát sóng chỉ duy nhất một mùa trên ABC, theo chân những cuộc phiêu lưu của các droid C-3PO và R2-D2, 15 năm trước các sự kiện của bộ phim Star Wars năm 1977. Loạt phim hoạt hình chị em của Droids, Star Wars: Ewoks (1985–1987) xoay quanh các cuộc phiêu lưu của người Ewok trước sự kiện trong Return of the Jedi.
Sau khi phát hành Attack of the Clones, Cartoon Network phát sóng loạt phim Star Wars: Clone Wars từ năm 2003 đến vài tuần trước khi phát hành Revenge of the Sith (2005), diễn tả loạt sự kiện xảy ra giữa hai bộ phim. Phim đã giành được Giải Primetime Emmy cho Chương trình hoạt hình nổi bật năm 2004 và 2005.
Lucas quyết định đầu tư vào việc tạo ra công ty hoạt hình của riêng mình, Lucasfilm Animation và sử dụng nó để tạo ra bộ phim hoạt hình Star Wars CGI đầu tiên của mình. Star Wars: The Clone Wars (2008–2014) đã được giới thiệu thông qua một bộ phim hoạt hình cùng tên năm 2008, và được đặt trong cùng khoảng thời gian với loạt Clone Wars trước đó (mặc dù bỏ qua nó). Trong khi tất cả các tác phẩm truyền hình trước đó được đổi nhãn thành Legends vào năm 2014, Lucasfilm đã chấp nhận The Clone Wars và bộ phim gốc của nó, như là một phần của canon. Tất cả các series được phát hành sau cũng sẽ là một phần của canon. Trong năm 2014, Disney XD bắt đầu phát sóng Star Wars Rebels, sê-ri CGI hoạt hình tiếp theo. Nằm giữa Revenge of the Sith và A New Hope, loạt phim theo chân một nhóm nổi dậy khi họ chiến đấu với Đế chế Thiên hà và giúp đóng lại một số cốt truyện còn dang dở trong The Clone Wars. Bộ phim hoạt hình nhỏ Star Wars Forces of Destiny ra mắt vào năm 2017, tập trung vào các nhân vật nữ của loạt phim. Loạt phim hoạt hình Star Wars Resistance sẽ ra mắt vào mùa thu năm 2018, phim sẽ có phong cách anime, và tập trung vào phi công kháng chiến Kazuda Zioni vào thời điểm giữa Return of the Jedi và Thần lực thức tỉnh.

#### Sê-riStar Warschưa có tựa đề
Từ năm 2005, khi Lucas công bố kế hoạch cho một bộ phim truyền hình giữa bộ ba tiền truyện và bộ ba gốc, dự án truyền hình đã trải qua nhiều giai đoạn phát triển tại Lucasfilm. Nhà sản xuất Rick McCallum tiết lộ tên của dự án là Star Wars: Underworld, vào năm 2012, và cho biết vào năm 2013, đã có 50 kịch bản được viết cho dự án. Ông gọi dự án là "Vật liệu khiêu khích nhất, táo bạo nhất mà chúng tôi từng làm". Dự án được đề xuất để khám phá các cuộc đấu tranh giành quyền lực của giới tội phạm ngầm trong nhiều thập kỷ trước A New Hope, vào tháng 12 năm 2015, sê-ri vẫn đang được phát triển tại Lucasfilm. Vào tháng 11 năm 2017, Bob Iger đã thảo luận về sự phát triển của một sê-ri Star Wars cho dịch vụ phát trực tuyến kỹ thuật số sắp tới của Disney, ra mắt vào năm 2019. Không rõ liệu bộ phim có dựa trên kịch bản Star Wars Underworld hay không hoặc loạt phim sẽ là một dự án hoàn toàn mới.
Vào tháng 2 năm 2018, thông báo cho rằng có nhiều sê-ri truyền hình Star Wars người đóng đang được phát triển, với nhiều tài năng "khá quan trọng" tham gia. Jon Favreau, người từng lồng tiếng cho Pre Vizsla trong bộ phim hoạt hình The Clone Wars, sẽ sản xuất và viết bộ phim truyền hình. Vào tháng 5 năm 2018, Favreau xác nhận bộ phim sẽ được thiết lập bảy năm sau các sự kiện trong Return of the Jedi (23 năm trước The Force Awakens) và bộ phim sẽ có các nhân vật CGI.

### Văn học
Tiểu thuyết dựa trên Star Wars đã có mặt trước cả khi bộ phim đầu tiên phát hành, với tiểu thuyết chuyển thể Star Wars vào tháng 12 năm 1976, phụ đề là From the Adventures of Luke Skywalker. Được viết bởi Alan Dean Foster và đóng góp của Lucas. Câu chuyện vũ trụ mở rộng đầu tiên xuất hiện trong Star Wars # 7 của Marvel Comics vào tháng 1 năm 1978 (sáu tập đầu tiên của loạt phim là bộ phim chuyển thể), theo sau là cuốn tiểu thuyết Splinter of the Mind's Eye của Foster vào tháng sau.

#### Tiểu thuyết

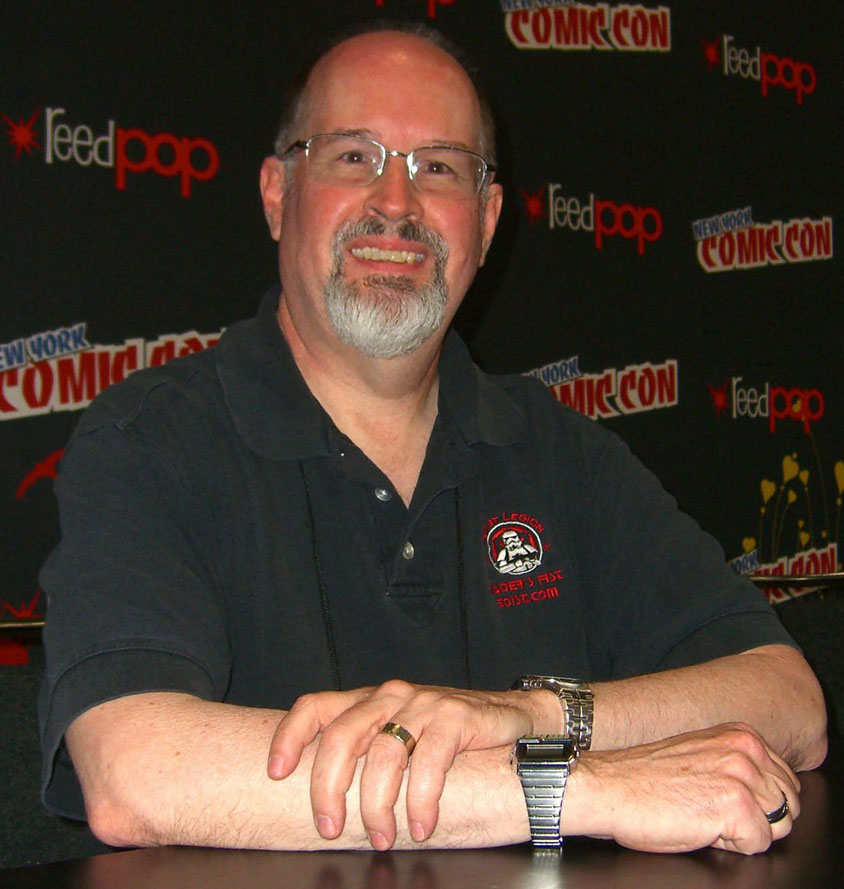
Timothy Zahn, tác giả của bộ ba Thrawn (1991–1993), bộ tiểu thuyết đã được coi bởi nhiều người là mang lại một luồng gió mới cho Star Wars.

Star Wars: From the Adventures of Luke Skywalker là cuốn tiểu thuyết năm 1976 chuyển thể của bộ phim gốc bởi Alan Dean Foster, tiếp nối với sách là phần tiếp theo Splinter of the Mind's Eye (1978), mà Lucas quyết định không quay thành phim. Tiểu thuyết chuyển thể của bộ phim The Empire Strikes Back (1980) được viết bởi Donald F. Glut và Return of the Jedi (1983) của James Kahn tiếp sau, cũng như bộ ba The Han Solo Adventures (1979–1980) của Brian Daley, và bộ ba Adventures of Lando Calrissian (1983) của L. Neil Smith.
Bộ ba tiểu thuyết Thrawn bán chạy nhất của Timothy Zahn (1991–1993) đã khiến nhiều người lại quan tâm đến nhượng quyền thương mại và giới thiệu các nhân vật nổi tiếng như Đại Đô đốc Thrawn, Mara Jade, Talon Karrde và Gilad Pellaeon. Cuốn tiểu thuyết đầu tiên, phụ đề Heir to the Empire, vươn lên vị trí số 1 trong danh sách những sách bán chạy nhất của New York Times. Sê-ri dõi theo Luke, Leia và Han trong khi họ phải đối mặt với thiên tài quân sự Thrawn, kẻ đang âm mưu chiếm lại thiên hà cho Đế chế. Trong cuốn The Courtship of Princess Leia (1994) của Dave Wolverton, được đặt ngay trước bộ ba Thrawn, Leia xem xét một cuộc hôn nhân chính trị thuận lợi với Hoàng tử Isolder của hành tinh Hapes, nhưng cô và Han cuối cùng đã kết hôn. Tác phẩm Shadows of the Empire của Steve Perry (1996), được thiết lập trong khoảng thời gian chưa được khám phá giữa The Empire Strikes Back và Return of the Jedi, là một phần của chiến dịch quảng cáo đa phương tiện bao gồm cả một loạt truyện tranh và trò chơi điện tử cùng tên. Cuốn tiểu thuyết đã giới thiệu hoàng tử tội phạm Prince Xizor, một nhân vật nổi tiếng khác sẽ xuất hiện trong nhiều tác phẩm khác. Ngoài ra, nhiều Sê-ri cũng đáng chú ý khác bao gồm bộ ba Jedi Academy (1994) của Kevin J. Anderson, 14 cuốn sách Young Jedi Knights sê-ri (1995–1998) của Anderson và Rebecca Moesta, và loạt X-wing (1996–2012) của Michael A. Stackpole và Aaron Allston.
Del Rey đã tiếp quản hoạt động xuất bản sách Star Wars vào năm 1999, phát hành những gì sẽ trở thành một loạt tiểu thuyết 19 phần được gọi là The New Jedi Order (1999–2003). Được viết bởi nhiều tác giả, cốt truyện được thiết lập từ 25 đến 30 năm sau các bộ phim gốc và giới thiệu Yuuzhan Vong, một chủng tộc ngoài hành tinh mạnh mẽ đến từ thiên hà khác cố gắng xâm ăng và chinh phục toàn bộ thiên hà Star Wars. Loạt truyện bán chạy nhất trong thời gian này Legacy of the Force (2006-2008) do nhiều tác giả đóng góp xoay quanh con trai của Han và Leia, Jacen Solo sa ngã về phe bóng tối của Thần lực; trong số những hành động xấu xa của mình, cậu ta giết chết vợ của Luke là Mara Jade như một sự hy sinh để gia nhập người Sith. Câu chuyện tương đương với con trai của Han và Leia trong canon là Ben Solo/Kylo Ren trong bộ phim The Force Awakens (2015). Ba loạt truyện đã được giới thiệu cho khán giả trẻ: 18 cuốn sách Jedi Apprentice (1999–2002) ghi lại những cuộc phiêu lưu của Obi-Wan Kenobi và sư phụ Qui-Gon Jinn của anh trong những năm trước The Phantom Menace; 11 cuốn sách Jedi Quest (2001-2004) xoay quanh Obi-Wan và người học việc của mình, Anakin Skywalker ở giữa The Phantom Menace và Attack of the Clones; và loạt The Last of the Jedi (2005–2008) gồm 10 cuốn, được đặt gần như ngay lập tức sau Revenge of the Sith, chỉ còn Obi-Wan và nhiều Jedi cuối cùng còn sót lại. Maul: Lockdown bởi Joe Schreiber, phát hành vào tháng 1 năm 2014, là cuốn tiểu thuyết Star Wars cuối cùng được xuất bản trước khi Lucasfilm công bố việc gắn nhãn Star Wars Legends vào tất cả các tác phẩm này.

#### Truyện tranh
Marvel Comics đã xuất bản một loạt truyện tranh Star Wars từ năm 1977 đến năm 1986. Loạt truyện Star Wars gốc được đăng trên tạp chí Marvel Pizzazz từ năm 1977 đến năm 1979. Bộ phim năm 1977 là câu chuyện Star Wars gốc đầu tiên không được chuyển thể trực tiếp từ phim xuất hiện dưới dạng in, vì sự kiện trong phần phim xảy ra trước bộ truyện tranh Star Wars. Từ năm 1985-1987, loạt phim hoạt hình dành cho trẻ em, Ewoks và Droids lấy cảm hứng từ loạt truyện tranh của Marvel.
Vào cuối những năm 1980, Marvel đã vứt bỏ một bộ truyện tranh Star Wars mới mà họ đã phát triển, nhưng được nhăt lại bởi Dark Horse Comics và được xuất bản thành một chuỗi truyện tranh tên là Dark Empire (1991-1995). Dark Horse sau đó đã phát hành hàng loạt bộ truyện sau bộ ba phim gốc, bao gồm Tales of the Jedi (1993–1998), X-wing Rogue Squadron (1995–1998), Star Wars: Republic (1998–2006), Star Wars Tales (1999–2005), Star Wars: Empire (2002–2006), và Knights of the Old Republic (2006–2010).
Sau khi Disney mua lại Lucasfilm, họ công bố vào tháng 1 năm 2014 rằng giấy phép truyện tranh của Star Wars sẽ trở lại Marvel Comics, có công ty mẹ, Marvel Entertainment, Disney đã mua vào năm 2009. Ra mắt vào năm 2015, ba ấn phẩm đầu tiên có tựa đề Star Wars, Star Wars: Darth Vader và loạt truyện Star Wars: Princess Leia. Trong những năm tiếp theo, Marvel đã xuất bản nhiểu loạt truyện mini, one-shot, và nhiều sê-ri mới (Star Wars: Doctor Aphra, Star Wars: Darth Vader: Dark Lord of the Sith(2017-nay) và nhiều ấn phẩm khác).

### Trò chơi
Trò chơi điện tử Star Wars được cấp phép chính thức đầu tiên là của hãng Kenner 1979, trò chơi bảng Star Wars Electronic Battle Command. Năm 1982, Parker Brothers xuất bản trò chơi video Star Wars được cấp phép đầu tiên, Star Wars: The Empire Strikes Back, cho Atari 2600. Nó được theo sau vào năm 1983 bởi game bắn súng đường sắt của Atari Star Wars, sử dụng đồ họa vector và dựa trên cảnh phim "Death Star trench run" từ bộ phim năm 1977. Trò chơi tiếp theo, Return of the Jedi (1984), sử dụng đồ họa raster truyền thống hơn, với trò chơi sau The Empire Strikes Back(1985) trở lại với đồ họa vector vào năm 1983, nhưng tái tạo lại cảnh "Battle of Hoth" thay vào đó.
Lucasfilm đã bắt đầu công ty trò chơi điện tử của riêng mình vào đầu những năm 1980, được biết đến với các trò chơi phiêu lưu và các trò chơi chiến đấu dựa trên Thế chiến II. Năm 1993, LucasArts phát hành Star Wars: X-Wing, trò chơi video Star Wars tự xuất bản đầu tiên và mô phỏng các chuyến bay không gian đầu tiên dựa trên nhượng quyền thương mại. X-Wing là một trong những game bán chạy nhất năm 1993, và đã thiết lập nên một loạt game riêng. Được phát hành vào năm 1995, Dark Forces là game Bắn súng góc nhìn người thứ nhất của Star Wars đầu tiên. Một trò chơi phiêu lưu kết hợp các câu đố và chiến lược, nó đặc trưng các tính năng gameplay mới và các yếu tố đồ họa độc nhất không phổ biến trong các trò chơi khác, được tạo nên bởi công cụ trò chơi được thiết kế riêng của LucasArts, được gọi là Jedi. Trò chơi được đón nhận và đánh giá tốt, và được tiếp nối bởi 4 phần tiếp theo. Dark Forces giới thiệu nhân vật nổi tiếng Kyle Katarn, nhân vật sau này sẽ xuất hiện trong nhiều trò chơi, tiểu thuyết và truyện tranh khác. Katarn là một cựu chiến binh Đế Chế đã tham gia cuộc nổi dậy và cuối cùng trở thành một Jedi.

### Đài chính kịch
Các chuyển thể của bộ phim lên đài radio cũng được sản xuất. Lucas, một fan hâm mộ của đài phát thanh trường liên kết NPR của Đại học Nam California, đã cấp phép các quyền phát thanh Star Wars cho KUSC-FM với giá 1 USD. Sản phẩm sử dụng nhạc phim gốc của John Williams, cùng với hiệu ứng âm thanh của Ben Burtt.
Tác phẩm đầu tiên được viết bởi tác giả khoa học viễn tưởng Brian Daley và đạo diễn John Madden. Nó được phát sóng trên đài phát thanh công cộng quốc gia vào năm 1981, chuyển thể bộ phim 1977 ban đầu thành 13 tập. Mark Hamill và Anthony Daniels quay trở lại lồng tiếng cho các nhân vật.
Năm 1983, Buena Vista Records phát hành một bộ phim âm thanh Star Wars 30 phút nguyên bản mang tên Rebel Mission to Ord Mantell, được viết bởi Daley. Trong những năm 1990, Time Warner Audio Publishing đã điều chỉnh một số sê-ri Star Wars từ Dark Horse Comics thành phim truyền hình âm thanh như: loạt Dark Empire gồm ba phần, Tales of the Jedi, Dark Lords of Sith, bộ ba Dark Forces, và Crimson Empire (1998). Sự trở lại của Jedi đã được chuyển thể thành 6 tập phát thanh trong năm 1996, với sự xuất hiện của Daniels.

### Công viên giải trí
| Tên                                        | Công viên                  | Ngày mở cửa          | Ngày đóng cửa        | Tình trạng hoạt động |
| ------------------------------------------ | -------------------------- | -------------------- | -------------------- | -------------------- |
| Star Tours                                 | Disneyland                 | 9 tháng 1 năm 1987   | 27 tháng 7 năm 2010  | Đóng cửa             |
| Star Tours                                 | Tokyo Disneyland           | 12 tháng 7 năm 1989  | 2 tháng 4 năm 2012   | Đóng cửa             |
| Star Tours                                 | Disney's Hollywood Studios | 15 tháng 12 năm 1989 | 7 tháng 9 năm 2010   | Đóng cửa             |
| Star Tours                                 | Disneyland Paris           | 12 tháng 4 năm 1992  | 16 tháng 3 năm 2016  | Đóng cửa             |
| Star Wars Weekends                         | Disney's Hollywood Studios | 1997                 | 2015                 | Đóng cửa             |
| Star Wars: Where Science Meets Imagination | Multiple locations         | 19 tháng 10 năm 2005 | 23 tháng 3 năm 2014  | Đóng cửa             |
| Jedi Training Academy                      | Disneyland                 | 1 tháng 7 năm 2006   | 15 tháng 11 năm 2015 | Đóng cửa             |
| Jedi Training Academy                      | Disney's Hollywood Studios | 9 tháng 10 năm 2007  | 5 tháng 10 năm 2015  | Đóng cửa             |
| Star Tours – The Adventures Continue       | Disney's Hollywood Studios | 20 tháng 5 năm 2011  | –                    | Đang hoạt động       |
| Star Tours – The Adventures Continue       | Disneyland                 | 3 tháng 6 năm 2011   | –                    | Đang hoạt động       |
| Star Tours – The Adventures Continue       | Tokyo Disneyland           | 7 tháng 5 năm 2013   | –                    | Đang hoạt động       |
| Star Tours – The Adventures Continue       | Disneyland Paris           | 26 tháng 3 năm 2017  | –                    | Đang hoạt động       |
| Star Wars Hyperspace Mountain              | Disneyland                 | 14 tháng 11 năm 2015 | 31 tháng 5 năm 2017  | Đóng cửa             |
| Star Wars Hyperspace Mountain              | Hong Kong Disneyland       | 11 tháng 6 năm 2016  | –                    | Đang hoạt động       |
| Star Wars Hyperspace Mountain              | Disneyland Paris           | 7 tháng 5 năm 2017   | –                    | Đang hoạt động       |
| Star Wars Launch Bay                       | Disneyland                 | 16 tháng 11 năm 2015 | –                    | Đang hoạt động       |
| Star Wars Launch Bay                       | Disney's Hollywood Studios | 4 tháng 12 năm 2015  | –                    | Đang hoạt động       |
| Star Wars Launch Bay                       | Shanghai Disneyland Park   | 16 tháng 6 năm 2016  | –                    | Đang hoạt động       |
| Jedi Training: Trials of the Temple        | Disney's Hollywood Studios | 1 tháng 12 năm 2015  | –                    | Đang hoạt động       |
| Jedi Training: Trials of the Temple        | Disneyland                 | 8 tháng 12 năm 2015  | –                    | Đang hoạt động       |
| Jedi Training: Trials of the Temple        | Disneyland Paris           | 11 tháng 7 năm 2015  | –                    | Đang hoạt động       |
| Jedi Training: Trials of the Temple        | Hong Kong Disneyland       | 25 tháng 6 năm 2016  | –                    | Đang hoạt động       |
| Star Wars: A Galactic Spectacular          | Disney's Hollywood Studios | 17 tháng 6 năm 2016  | –                    | Đang hoạt động       |
| Tương lai                                  |                            |                      |                      |                      |
| Star Wars: Galaxy's Edge                   | Disneyland                 | 2019                 | —                    | Khai trương          |
| Star Wars: Galaxy's Edge                   | Disney's Hollywood Studios | 2019                 | —                    | Khai trương          |
| Star Wars Hotel                            | Disney's Hollywood Studios | TBA                  | —                    | Đề xuất              |

## Tác động văn hóa
Sử thi Star Wars đã có một tác động đáng kể đến nền văn hóa pop. Những câu nói nhắc về Star Wars bị nhúng sâu vào trong văn hóa đại chúng, Các cụm từ như "evil empire" và "May the Force be with you" (cầu mong Thần lực luôn ở bên bạn) đã trở thành một phần của từ điển đại chúng. Bộ phim Star Wars đầu tiên vào năm 1977 là một bộ phim thống nhất văn hóa, được nhiều người ưa chuộng. Bộ phim có thể được coi là thứ đã khiến sự bùng nổ của thể loại khoa học viễn tưởng vào cuối những năm 1970 và đầu những năm 1980, làm cho các bộ phim loại này trở thành một thể loại bom tấn hay chủ đạo. Tác động này đã làm cho nó trở thành mục tiêu chính cho các tác phẩm nhái lại và homages, với các ví dụ phổ biến bao gồm Spaceballs, Family Guy's Laugh It Up, Fuzzball, "Star Wars Episode I" của Robot Chicken, "Star Wars Episode II" và "Star Wars Episode III" và Cuộc chiến phần cứng của Ernie Fosselius.
Vào năm 1989, Thư viện Quốc hội Hoa Kỳ đã chọn bộ phim Star Wars gốc để bảo tồn trong Viện lưu trữ phim quốc gia, như là một bộ phim có tính "văn hóa, lịch sử, hoặc có ý nghĩa về mặt thẩm mỹ." Phần tiếp theo của nó, The Empire Strikes Back, được chọn vào năm 2010. Bất chấp những lời kêu gọi lưu trữ này, vẫn chưa rõ liệu các bản sao của các bản phim điện ảnh Star Wars và Empire năm 1977 và 1980 - hay bản sao của các phiên bản đặc biệt năm 1997 đã được NFR lưu trữ chưa, hay thực sự là bất kỳ bản sao nào được cung cấp bởi Lucasfilm và được Cơ quan đăng ký chấp nhận.

### Nền công nghiệp
Bộ phim Star Wars ban đầu là một thành công lớn vang dội cho 20th Century Fox, và được ghi nhận là sẽ làm hồi sinh lại công ty. Trong vòng ba tuần sau khi bộ phim được phát hành, giá cổ phiếu của hãng đã tăng gấp đôi lên mức cao kỷ lục. Trước năm 1977, lợi nhuận hàng năm lớn nhất của 20th Century Fox là 37 triệu đô la, trong khi vào năm 1977, công ty đã phá vỡ kỷ lục đó bằng cách tăng lợi nhuận lên 79 triệu đô la. Nhượng quyền thương mại đã giúp Fox thay đổi từ một công ty sản xuất gần như bị phá sản thành một tập đoàn truyền thông thịnh vượng.
Star Wars về cơ bản đã thay đổi tính thẩm mỹ và tính tường thuật của các bộ phim Hollywood, chuyển sự chú ý của họ từ những câu chuyện sâu sắc, có ý nghĩa dựa trên những cuộc xung đột gay gắt, hay mỉa mai mà thay thế bằng những bộ phim bom tấn với hiệu ứng đặc biệt, cũng như thay đổi ngành điện ảnh Hollywood theo những cách thiết yếu. Trước Star Wars, hiệu ứng đặc biệt trong các bộ phim đã không được nâng cao đáng kể từ những năm 1950. Thành công thương mại của Star Wars đã tạo ra một sự bùng nổ trong công nghệ hiệu ứng đặc biệt hiện đại vào cuối những năm 1970. Cùng với phim Jaws, Star Wars bắt đầu tạo ra truyền thống của các bộ phim bom tấn mùa hè trong ngành công nghiệp giải trí, nơi các bộ phim mở trên nhiều màn hình cùng một lúc và nâng tầm giá trị của các phim nhượng quyền thương mại. Nó tạo ra mô hình phim theo kiểu bộ ba và cho thấy rằng doanh thu bán hàng từ sản phẩm có thể khiến một bộ phim thu lại nhiều hơn so với doanh thu bán vé của nó.

### Fan làm
Star Wars đã truyền cảm hứng cho nhiều người hâm mộ tạo ra nhiều vật liệu không chính thức của họ trong thiên hà Star Wars. Trong những năm gần đây, trào lưu này đã thay đổi từ viết tiểu thuyết fan-fic thành làm các bộ phim fan-fic. Năm 2002, Lucasfilm đã tài trợ giải thưởng The Official Star Wars Fan Film Awards, chính thức công nhận các nhà làm phim hâm mộ. Tuy nhiên, do lo ngại về các vấn đề bản quyền và thương hiệu tiềm năng, cuộc thi ban đầu chỉ được mở cho các bản nhại, mockumentaries và phim tài liệu. Các bộ phim giả tưởng của fan được đặt trong vũ trụ Star Wars ban đầu không đủ điều kiện, nhưng trong năm 2007, Lucasfilm đã thay đổi tiêu chuẩn gửi phim để cho phép các câu chuyện có thể ở trong vũ trụ. Lucasfilm, phần lớn, đã cho phép nhưng không ủng hộ việc tạo ra những tác phẩm giả tưởng của người hâm mộ phát sinh này, miễn là không có nỗ lực làm phim để kiếm lợi nhuận hoặc làm hoen ố thương hiệu Star Wars theo bất kỳ cách nào. Trong khi nhiều bộ phim của người hâm mộ đã sử dụng các yếu tố từ Vũ trụ mở rộng được cấp phép để kể câu chuyện của họ, những bộ phim này không được coi là một phần chính thức của Star Wars canon.

### Học tập
Vì các nhân vật và cốt truyện của bộ ba nguyên gốc rất nổi tiếng, các nhà giáo dục đã ủng hộ việc sử dụng các bộ phim trong lớp học như một tài liệu học tập. Ví dụ, một dự án ở Tây Úc đã mài giũa kỹ năng kể chuyện của học sinh tiểu học bằng cách đóng vai hành động từ các bộ phim và sau đó tạo ra các đạo cụ và cảnh quan âm thanh/hình ảnh để nâng cao màn trình diễn của chúng. Nhiều người đã sử dụng các bộ phim để khuyến khích học sinh cấp hai tích hợp công nghệ trong lớp học khoa học bằng cách tạo ra các thanh kiếm ánh sáng nguyên mẫu. Tương tự như vậy, các nhà tâm thần học ở New Zealand và Mỹ đã ủng hộ việc sử dụng loạt phim trong lớp học đại học để giải thích các loại bệnh tâm thần khác nhau.

## Hàng hóa
Sự thành công của các bộ phim Star Wars đã khiến loạt phim trở thành một trong những thương hiệu nhượng quyền thương mại bán chạy nhất trên thế giới. Năm 1977, trong khi quay bộ phim gốc, George Lucas đã quyết định cắt giảm 500.000 USD để trả lương cho riêng mình với tư cách là đạo diễn, đổi lấy việc sở hữu đầy đủ các quyền bán hàng của thương hiệu cho chính mình. Trong suốt chiều dài của thương hiệu, chi phí trao đổi như vậy của 20th Century Fox, khiến hãng có thêm doanh thu hơn 20 tỷ USD bán hàng. Disney mua lại quyền bán hàng như một phần của việc mua Lucasfilm.
Kenner là hãng đồ chơi sản xuất những mô hình đồ chới của Star Wars đầu tiên song song với ngày phát hành bộ phim, và ngày nay những mô hình sót lại từ những năm 80 được bán với giá cực cao trong các phiên đấu giá. Kể từ khi những năm 90, Hasbro nắm giữ quyền sản xuất và phân phối các nhân vật hành động dựa trên các bộ phim. Star Wars là thương hiệu sở hữu trí tuệ đầu tiên được cấp phép trong lịch sử của Lego Group, nhóm đã tạo ra Lego theo chủ đề Star Wars. Lego đã sản xuất các bộ phim ngắn nhại lại để quảng bá cho bộ phim của họ, trong đó có Revenge of the Brick (2005) và The Quest for R2-D2 (2009), các nhại lại của Revenge of the Sith, và bộ phim Clone Wars sau này. Do thành công của họ, LEGO đã tạo ra một loạt phim hoạt hình hài hước trong số đó có The Yoda Chronicles (2013-2014) và Droid Tales (2015) ban đầu phát sóng trên Cartoon Network, nhưng kể từ năm 2014 đã chuyển sang Disney XD.
Vào năm 1977, với trò chơi bảng Star Wars: Escape from the Death Star (không nhầm lẫn với một trò chơi bảng khác có cùng tên, được xuất bản vào năm 1990). Trò chơi bảng Rủi ro, đã được chuyển thể thành loạt trò chơi trong hai phiên bản của Hasbro: Star Wars Risk: The Clone Wars Edition (2005) và Risk: Star Wars Original Trilogy Edition (2006).
Ba trò chơi nhập vai chính thức khác nhau đã được phát triển cho vũ trụ Star Wars: một phiên bản của West End Games vào những năm 1980 và 1990, bởi Wizards of the Coast vào những năm 2000, và một bởi Fantasy Flight Games trong những năm 2010.
Thẻ bài trao đổi Star Wars đã được xuất bản từ kể từ sê-ri "blue" xuất bản đầu tiên, bởi Topps, vào năm 1977. Hàng chục sê-ri đã được sản xuất, với Topps là người sáng tạo được cấp phép tại Hoa Kỳ. Một số loại thẻ là ảnh tĩnh trong phim, trong khi một số khác là tranh vẽ gốc. Nhiều thẻ bài đã trở thành rất có giá trị với một số rất hiếm "promo", chẳng hạn như năm 1993 Galaxy Series II, thẻ "nổi Yoda" P3 thường được ra giá 1.000 USD hoặc nhiều hơn. Mặc dù hầu hết các bộ "base" hoặc "common card" đều dồi dào, nhiều thẻ "insert" hoặc "chase card"". Từ năm 1995 đến năm 2001, Công ty Decipher đã có giấy phép cho sản xuất một trò chơi thẻ sưu tập dựa trên Star Wars; Star Wars Collectible Card Game(còn được gọi là SWCCG).